# Viktoryja Azaranka
Viktoryja Fёdaraŭna Azaranka, accreditata come Victoria Azarenka dalla WTA, detta Vika (in bielorusso Вікторыя Фёдараўна Азаранка?; in russo Виктория Фёдоровна Азаренко?, Viktorija Fёdorovna Azarenko; Minsk, 31 luglio 1989), è una tennista bielorussa.
È stata la tennista numero uno del mondo nel singolare una prima volta dal 30 gennaio 2012, in seguito alla sua prima vittoria in un torneo del Grande Slam, al 10 giugno successivo. Ha riguadagnato la prima posizione il 9 luglio dello stesso anno per mantenerla fino al 17 febbraio 2013. Con oltre 38 milioni di dollari guadagnati in carriera, è la quinta tennista, dietro alle sorelle Williams, a Marija Šarapova e Simona Halep ad aver incassato più denaro dai montepremi offerti dalla Women's Tennis Association.
Ha conquistato ventuno tornei WTA in singolare, tra cui due prove del Grande Slam: consecutivamente, gli Australian Open 2012 e 2013. Da doppista invece, sia nel femminile che nel misto, vanta la vittoria in dodici tornei WTA di cui due Slam (US Open 2007 e Roland Garros 2008), entrambi nel doppio misto. Ha rappresentato la Bielorussia in due edizioni dei Giochi olimpici, nella più recente delle quali, a Londra 2012, si è aggiudicata la medaglia di bronzo nel singolare femminile e quella d'oro nel doppio misto in coppia con il connazionale Maks Mirny.

## Biografia
Viktoryja Azaranka nasce e cresce a Minsk, dove sua madre lavorava in un impianto sportivo per il tennis e prende la racchetta in mano all'età di 7 anni. Per seguire la sua passione sportiva all'età di 15 anni si trasferisce in Spagna, a 16 anni in Arizona ed infine nel 2012 a Montecarlo. Attualmente risiede a Manhattan Beach, in California.
Nel 2016 ha avuto un figlio, Leo, dall'ex marito Billy McKeague, con il quale ha avuto una battaglia legale per la sua custodia.

### Esordi
La giovane bielorussa si affaccia nei tornei del circuito ITF nel 2003, quando a novembre partecipa a due tornei israeliani ottenendo 2 sconfitte, entrambe al primo turno. L'anno successivo prosegue il proprio percorso di maturazione verso il professionismo partecipando ad altri tornei ITF: si segnalano i quarti ottenuti a Makarsk, in cui ottiene la prima vittoria nel circuito superando la croata Marinovic, la semifinale a Darmstadt e nuovamente i quarti a Raanana.

### 2005
Nel 2005 l'Azaranka raggiunge i quarti nel torneo ITF di Redding, la prima finale in un ITF ad Augusta, nella quale viene sconfitta dalla giapponese Saori Obata, n. 160 del ranking WTA, infine la semifinale nell'ITF di Tunica Resorts. Questi 3 risultati, ottenuti nell'arco di tre settimane tra marzo e aprile, le consentono di scalare rapidamente il ranking e di entrare tra le prime 300 giocatrici del ranking WTA. L'Azaranka dimostra di poter ambire a tornei di caratura superiore e prova così le qualificazioni per il suo primo torneo WTA, il Tier IV di Praga, ma la sua corsa si arresta al III turno del tabellone di qualificazione per mano della Pous Tió. La bielorussa ritorna a gareggiare nel circuito ITF centrando la semifinale nel torneo di Santa Cruz de Tenerife e soprattutto aggiudicandosi il torneo di Petange superando in finale Viktorija Kutuzova, n. 156 del ranking WTA.
Nel frattempo la classifica dell'Azaranka progredisce ulteriormente e si avvicina alla posizione n. 200 del ranking e la giovane tennista di Minsk prova nuovamente a qualificarsi per il main draw di un torneo WTA, il Tier II di New Haven: l'obiettivo è mancato a causa di una sconfitta al III turno contro Květa Peschke, n. 41 del ranking WTA, ma Azaranka ottiene la soddisfazione di battere le sue prime avversarie appartenenti alla top 100 (la n. 80 Al'ona Bondarenko e la n. 51 Samantha Stosur). A settembre arriva anche l'esordio nel tabellone principale di un WTA, a Calcutta, ma la bielorussa è sconfitta al primo turno da Galina Voskoboeva, n. 131 del ranking. Va decisamente meglio al Tier III di Guangzhou, in cui l'Azaranka supera le qualificazioni, supera la Voskoboeva al I turno, Martina Suchá al II, la n. 31 del ranking Peng Shuai al III ritiratasi nel secondo set mentre era in svantaggio di un set, per perdere in semifinale da Zi Yan. Il risultato le vale l'ingresso tra le prime 150 della classifica. L'Azaranka è stata anche nominata campione del mondo della categoria juniores per il 2005, grazie alle vittorie nei tornei juniores dell'Australian Open e di Wimbledon.

### 2006

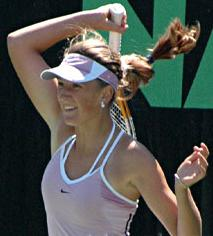
Azaranka nel 2006

La bielorussa inizia l'anno uscendo al II turno del tier IV di Auckland, battuta da Marija Kirilenko. Si qualifica per il tabellone principale dell'Australian Open per poi perdere dalla n. 32 Sania Mirza 7-6(6) 6-2. Ottiene una wild card per il tier III di Memphis, in cui elimina al I turno la n. 13 del ranking Nicole Vaidišová in 3 set, perdendo poi al turno successivo dalla Osterloh. Non riesce a qualificarsi per il Tier I di Indian Wells, mentre supera le qualificazioni per quello di Miami: la sua corsa si arresta al III turno contro la n. 12 Anastasija Myskina. Sulla terra battuta supera le qualificazioni dei 2 Tier IV dell'Estoril e di Praga, uscendo poi in entrambi al I turno, così come avviene al Tier I di Roma in cui trova nuovamente sulla sua strada la Myskina al I turno a cui riesce a strappare almeno un set in quest'occasione.
Anche al Roland Garros si qualifica per il main draw e perde nuovamente al I turno, questa volta per 9-7 al III set contro la n. 27 del ranking Medina Garrigues. La bielorussa è ammessa direttamente al tabellone principale di Wimbledon, ma viene sconfitta al I turno da un'altra teenager in grande ascesa, la polacca Agnieszka Radwańska. Ritorna sui campi per il torneo di New Haven in cui non riesce a qualificarsi e poi per lo Us Open in cui si prende una grande rivincita battendo in 2 set al I turno la n. 12 Anastasija Myskina, per poi uscire al III contro Anna Čakvetadze. Al Tier IV di Tashkent raggiunge la semifinale in cui perde dalla Sun, in seguito esce al I turno del torneo di Québec e chiude l'anno giungendo in finale nel torneo ITF di Pittsburgh, durante la quale si ritira dopo aver perso il primo set contro Aleksandra Wozniak. Questo risultato le permette comunque di entrare nella top 100 e di chiudere l'anno al n. 92 del ranking.

### 2007-2008: prime finali Slam in doppio

#### 2007: primo Slam vinto in doppio misto
L'Azaranka raggiunge il III turno all'Australian Open, dopo aver superato al II la Bartoli, nel quale perde dalla Jankovic. Si qualifica per il main draw ad Indian Wells raggiungendo anche in questo caso il III turno nel quale è sconfitta da Vera Zvonarëva, mentre entra in tabellone a Miami, non andando anche in questo caso oltre il III turno in seguito alla sconfitta contro la Vaidišová. Dopo essere uscita al I turno ad Amelia Island, sulla terra dell'Estoril raggiunge la I finale WTA della carriera nella quale perde 7-6 al III set dalla Arn. A Praga è costretta al ritiro nella semifinale contro la Morigami mentre era in vantaggio di un set. Entra tra le prime 50 ma giunge al Roland Garros non al meglio e rimedia una secca sconfitta al I turno contro Karin Knapp.
A Wimbledon si presenta in condizioni migliori e raggiunge il III turno nel quale perde nuovamente dalla Vaidišová, n. 10 del ranking WTA. Sul cemento americano esce al II turno a San Diego, mentre arriva nei quarti a Los Angeles in cui è sconfitta dalla n. 3 Jankovic, mentre allo Us Open esce al IV turno per mano della n. 4 Kuznecova, ma con la soddisfazione di aver superato 6-0 al III la ex numero 1 Martina Hingis. Al Tier II del Lussemburgo si prende la soddisfazione di battere per la I volta una top ten, la n. 8 Nadia Petrova, al II turno, ma viene poi superata al turno successivo di Zvonarëva. Ottiene la sua II finale WTA a Tashkent in cui viene battuta dalla Parmentier. Al Tier I di Mosca invece supera al II turno la n. 4 Marija Šarapova in 2 set: 7-6(9) 6-2, venendo poi superata al turno successivo dalla Dement'eva.

#### 2008: prima finale Slam e Top 10 in doppio

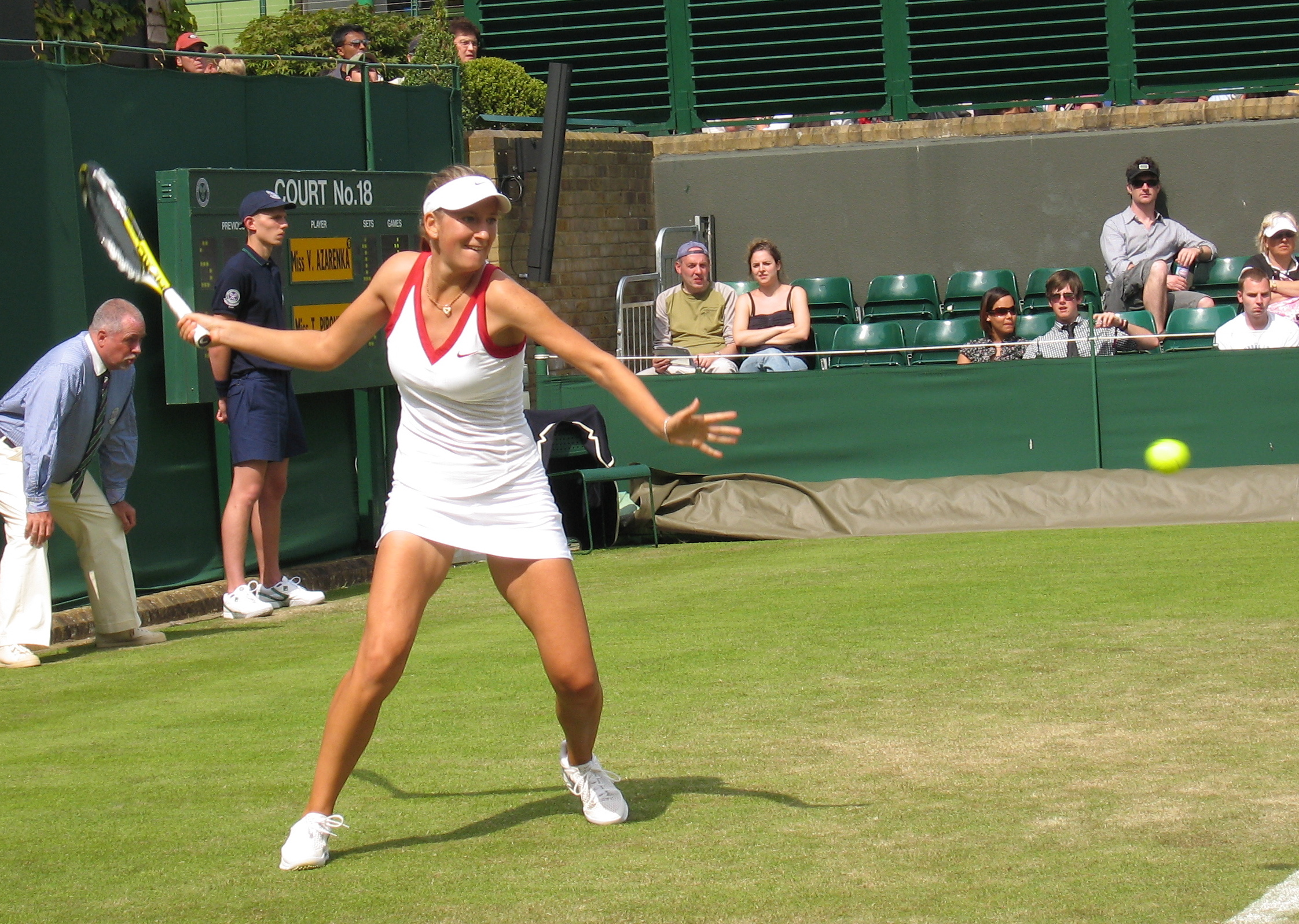
L'Azaranka al Torneo di Wimbledon 2008

L'Azaranka raggiunge la finale nel primo torneo dell'anno nel Tier III di Goald Coast in cui affronta Li Na: si aggiudica il primo set per 6-4, si porta in vantaggio subito di un break nel secondo per poi cedere alla tensione e il suo gioco subisce un'involuzione che la porta a perdere i successivi 2 set per 3-6 4-6. All'Australian Open la giovane bielorussa viene eliminata al terzo turno dalla detentrice del titolo Serena Williams. Nel torneo di doppio, invece, l'Azaranka insieme alla compagna Shahar Peer riesce ad arrivare sino in finale per poi essere battuta dalle sorelle Bondarenko. All'Open di Francia la bielorussa viene battuta al quarto turno da Svetlana Kuznecova. Nel torneo di doppio misto l'Azaranka in coppia con Bob Bryan si aggiudica il titolo battendo in finale Katarina Srebotnik e Nenad Zimonjić. Successivamente Azaranka viene eliminata al quarto turno del Torneo di Wimbledon dalla Petrova e al terzo turno allo US Open da parte della danese Wozniacki.

### 2009: primi titoli WTA

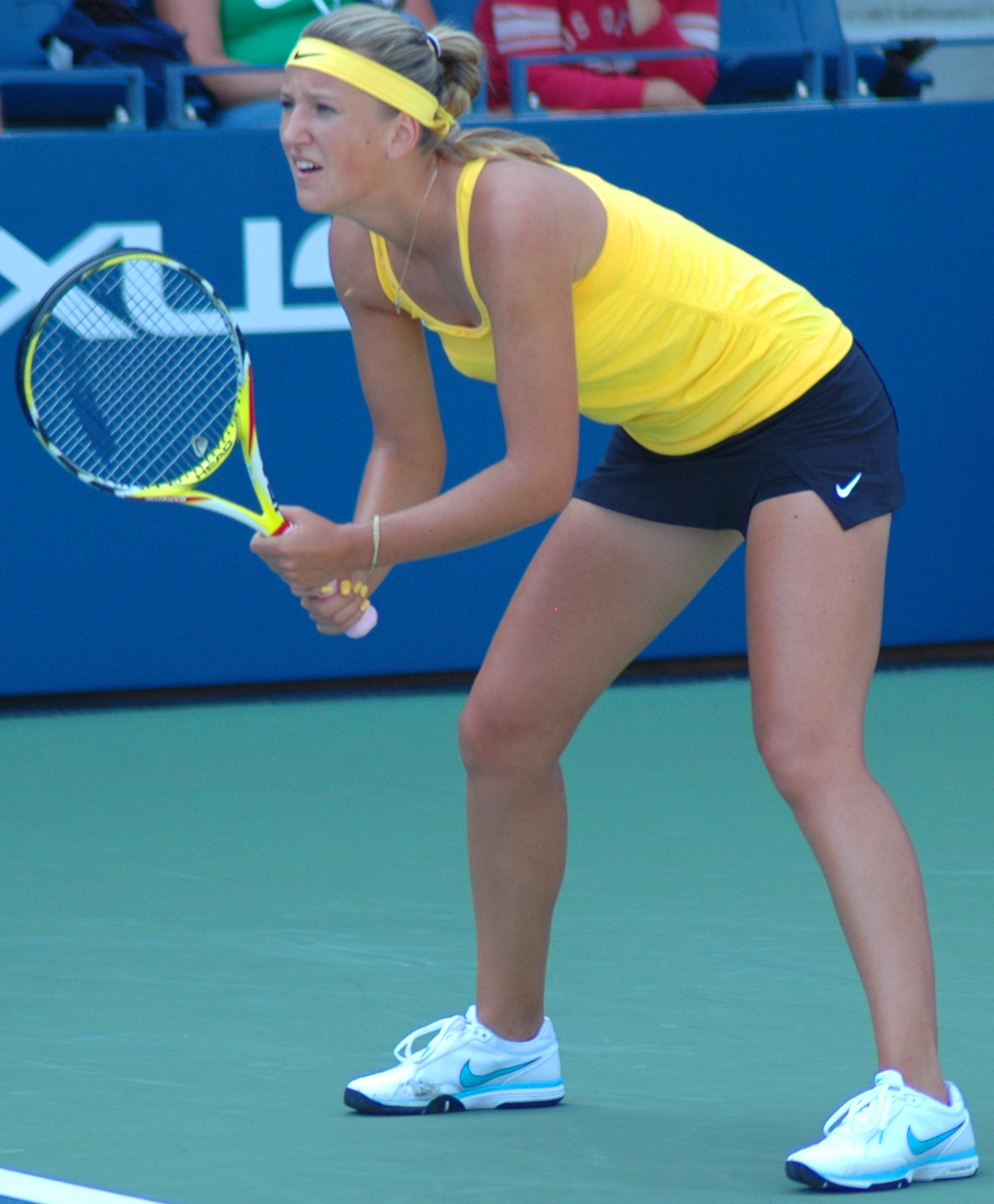
Viktoryja Azaranka allo US Open nel 2009

Azaranka inizia la stagione disputando il torneo di Brisbane. Dopo aver battuto nell'ordine Kateryna Bondarenko, Jarmila Wolfe, Lucie Šafářová e Sara Errani si aggiudica il suo primo titolo WTA della carriera superando in finale Marion Bartoli con il punteggio di 6–3, 6–1. In seguito è costretta a ritirarsi al quarto turno del primo Slam della stagione. Il 22 febbraio vince il secondo titolo dell'anno battendo in finale a Memphis la giovane danese Caroline Wozniacki per 6-1, 6-3.
Il 4 aprile corona il suo ottimo inizio di stagione vincendo il prestigioso torneo di Miami. All'Open di Francia viene eliminata ai quarti di finale dalla russa, numero 1 del mondo, Dinara Safina. Al Torneo di Wimbledon esce ai quarti di finale contro Serena Williams in due set per 2-6, 3-6. Allo US Open viene sconfitta al III turno dall'italiana Francesca Schiavone per 4-6 6-2 6-2, dopo aver passato agevolmente il II turno, per 6-2 6-1, contro la ceca Barbora Záhlavová-Strýcová. A fine stagione prende parte al WTA Tour Championships nel quale tuttavia viene eliminata nel round-robin. Chiude l'anno al settimo posto della classifica WTA.

### 2010: quinto titolo WTA

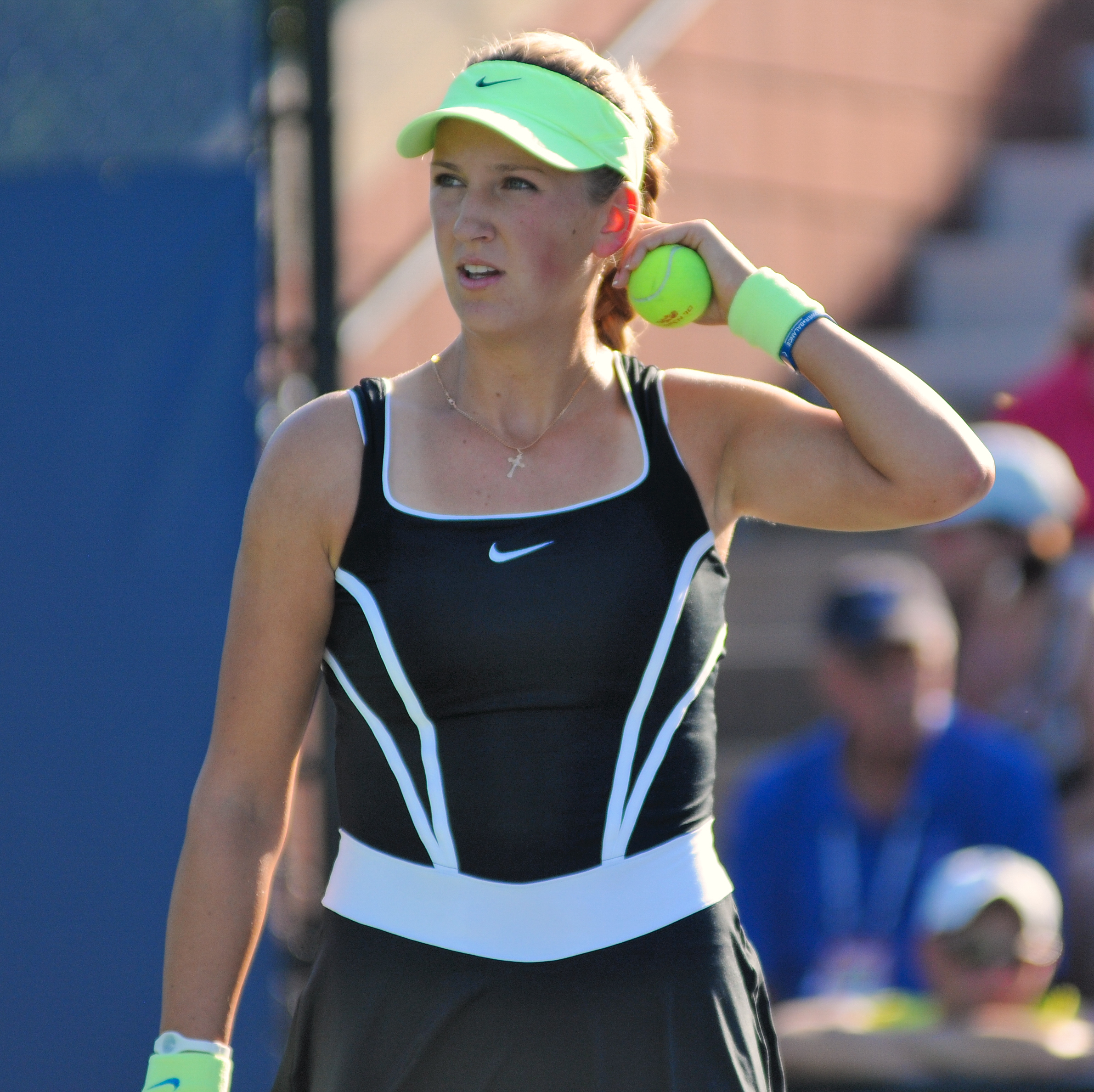
Viktoryja Azaranka allo US Open 2010

All'Australian Open arriva fino ai quarti di finale, sconfitta da Serena Williams. Un fastidioso infortunio subito durante la Family Circle Cup, l'ha fatta faticare durante tutta la stagione sulla terra e per questo motivo ha perso nel primo turno dell'Open di Francia da Gisela Dulko. Successivamente, viene eliminata al terzo turno del Torneo di Wimbledon da Petra Kvitová. Perde in finale nei tornei di Dubai e di Eastbourne rispettivamente contro Venus Williams e Ekaterina Makarova, mentre vince quella di Stanford battendo la ex numero 1 Marija Šarapova.
Il 2 settembre 2010, l'Azaranka è svenuta durante il match del secondo turno dello US Open contro Gisela Dulko. L'argentina conduceva 5-1 quando la ventunenne bielorussa si è accasciata al suolo dopo un lungo scambio ed è stata costretta al ritiro dopo soli 34 minuti. Nel mese di ottobre perde la semifinale del torneo di Tokyo, contro la danese Caroline Wozniacki con il punteggio di 2–6, 7–6(3), 4–6. In seguito, al torneo di Pechino la bielorussa si ritira al secondo turno contro Timea Bacsinszky sul punteggio di 6–4, 2–3.
Il 20 ottobre 2010, Viktoryja Azaranka ha sostituito Serena Williams accedendo al Masters in Dubai. Questa è la sua seconda apparizione al torneo di fine anno. Il 24 ottobre 2010, si aggiudica in finale contro la russa Marija Kirilenko il torneo di Mosca. Grazie al risultato in Russia riesce ad accedere per la seconda volta in carriera al Masters di fine stagione. Al WTA Tour Championships ancora una volta non va oltre il round-robin. Chiude la stagione al decimo posto della classifica WTA.

### 2011: ottavo titolo WTA

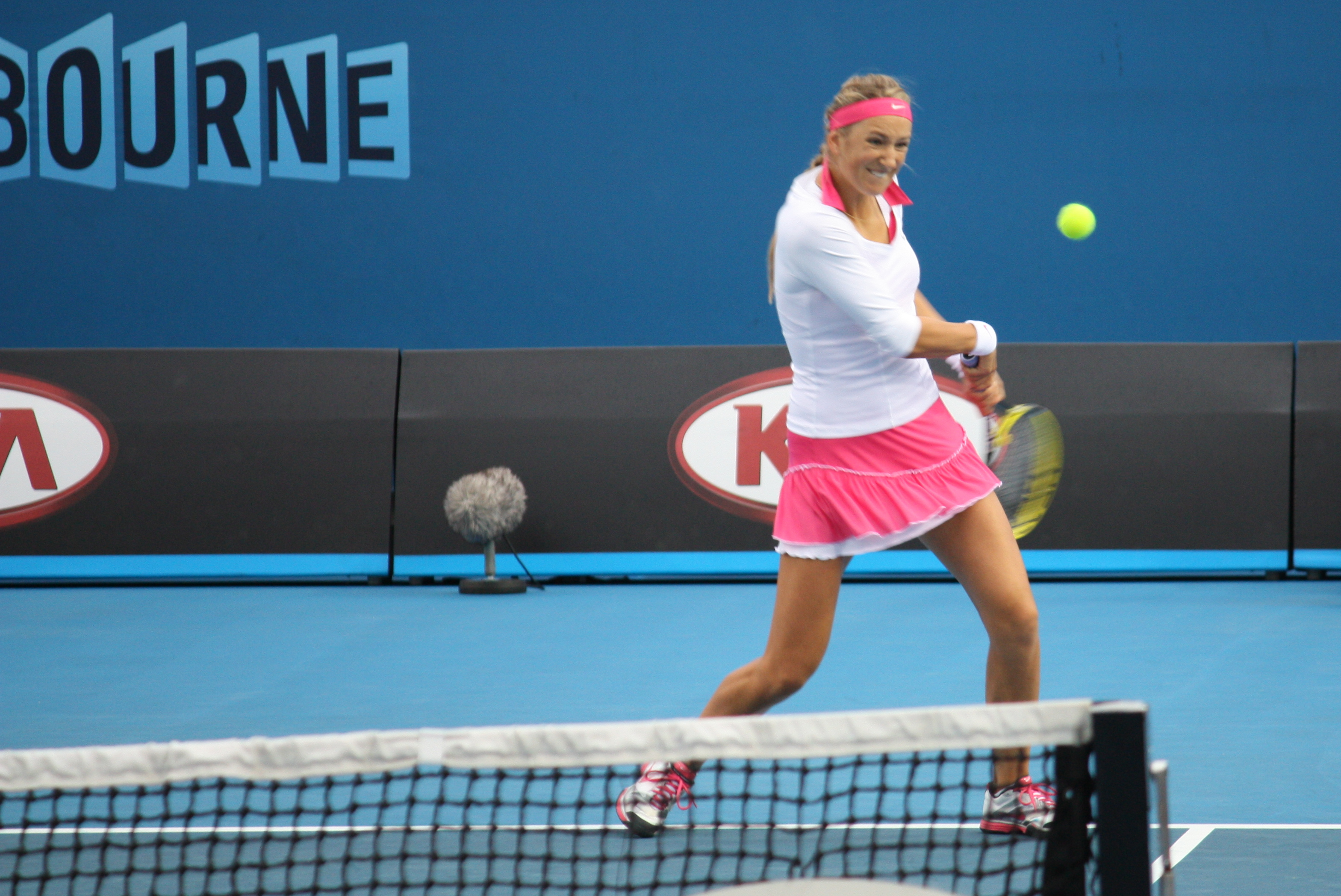
Viktoryja Azaranka all'Australian Open 2011

La bielorussa gioca il primo torneo della stagione a Sidney nel quale viene eliminata ai quarti di finale da Kim Clijsters. All'Australian Open l'Azaranka viene eliminata al quarto turno da Li Na. Nel mese di febbraio al Dubai Tennis Championships viene eliminata al terzo turno da Flavia Pennetta. In seguito esce al primo turno del torneo del Qatar contro Daniela Hantuchová. A metà marzo partecipa al torneo di Indian Wells. La bielorussa batte nell'ordine Ekaterina Makarova, Urszula Radwańska e Agnieszka Radwańska prima di essere costretta al ritiro nei quarti di finale contro la numero uno del mondo Caroline Wozniacki a causa di un problema fisico.
Successivamente disputa il torneo di Miami battendo al primo turno Lucie Hradecká 7–5, 4–6, 6–0, al secondo Dominika Cibulková 3–6, 6–3, 6–4 e al terzo Anastasija Pavljučenkova 3–6, 6–1, 6–4. Ai quarti si trova di fronte la numero 2 del mondo, Kim Clijsters e la batte 6–3, 6–3. In semifinale elimina la russa Vera Zvonarëva con un netto 6–0, 6–3. In finale ha la meglio su Marija Šarapova in due set con il punteggio di 6-1, 6-4. Il 10 aprile la bielorussa si aggiudica il torneo di Marbella battendo in finale la rumena Irina-Camelia Begu per 6-3, 6-2. L'11 aprile, grazie ai punti ottenuti con la vittoria del torneo in terra di Spagna, l'Azaranka ottiene il suo best-ranking della carriera piazzandosi al quinto posto della classifica WTA. Al torneo di Madrid raggiunge le finali di singolo e doppio. Viene sconfitta dalla ceca Petra Kvitová in due set per 7-6(3) 6-4,mentre conquista con la russa Marija Kirilenko il 5º titolo in doppio. Questo risultato le permette comunque di salire al numero 4 del ranking WTA.

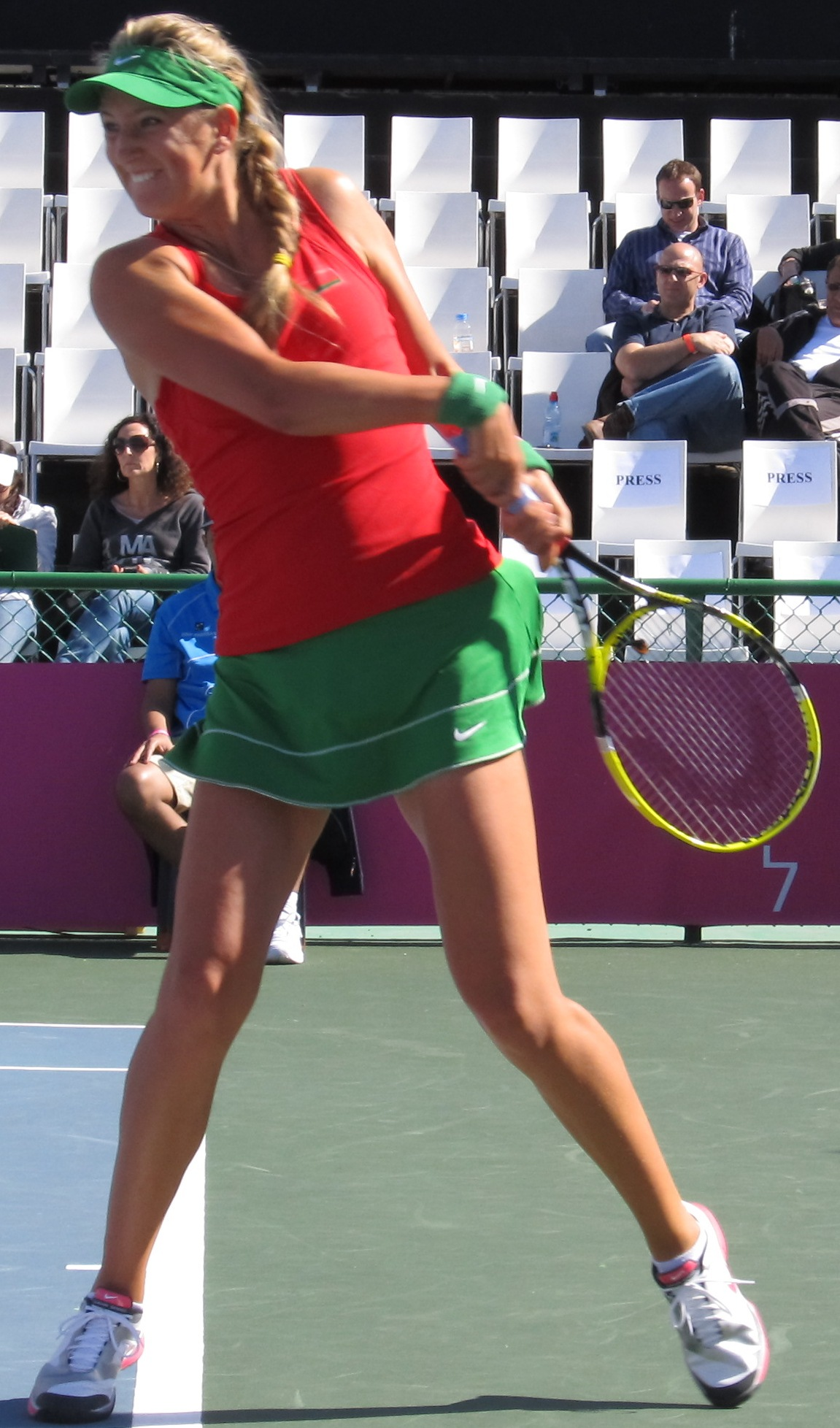
L'Azaranka durante un match di Fed Cup 2011 con la sua nazionale

Agli Internazionali BNL d'Italia a Roma la bielorussa viene eliminata ai quarti di finale dalla russa Marija Šarapova poi vincitrice del torneo. Successivamente, al Roland Garros viene battuta ancora una volta ai quarti di finale dalla cinese Li Na dopo aver eliminato nei primi turni Andrea Hlaváčková, Pauline Parmentier, Roberta Vinci ed Ekaterina Makarova. Nel doppio in coppia con Marija Kirilenko viene sconfitta ai quarti dalla coppia Huber-Raymond. Nel mese di giugno al Torneo di Wimbledon arriva fino alla semifinale. Al primo turno batte Magdaléna Rybáriková, al secondo Iveta Melzer, al terzo Daniela Hantuchová, agli ottavi di finale Nadia Petrova e ai quarti Tamira Paszek.
In semifinale l'Azaranka viene battuta dalla ceca Petra Kvitová in tre set con il punteggio di 6-1, 3-6, 6-2. A fine luglio prende parte al torneo di Stanford ma perde al secondo turno contro Marina Eraković. Nel doppio vince il torneo in coppia con Marija Kirilenko dopo aver sconfitto in finale le americane Huber-Raymond. Ad agosto partecipa alla Rogers Cup ma viene sconfitta in semifinale per 6-3, 6-3 da Serena Williams.Tuttavia, arriva in finale nel torneo di doppio ma non la disputa a causa di un infortunio alla mano. A causa di questo infortunio la settimana seguente non gioca il torneo di Cincinnati. Agli US Open viene eliminata al terzo turno da Serena Williams. A fine settembre partecipa al torneo di Tokyo in cui viene eliminata in semifinale dalla polacca Agnieszka Radwańska. Ad inizio ottobre prende parte al torneo di Pechino ma si ritira al terzo turno prima di giocare contro Anastasija Pavljučenkova a causa di un problema al piede. Il 23 ottobre si aggiudica il torneo del Lussemburgo battendo in finale Monica Niculescu con il punteggio di 6-2, 6-2. Il 30 ottobre perde la finale del WTA Tour Championships ad Istanbul contro la ceca Petra Kvitová con il punteggio di 5-7, 6-4, 3-6.

### 2012-2013: ai vertici del tennis

#### 2012: primo Slam e numero 1 al mondo, bronzo e oro olimpico

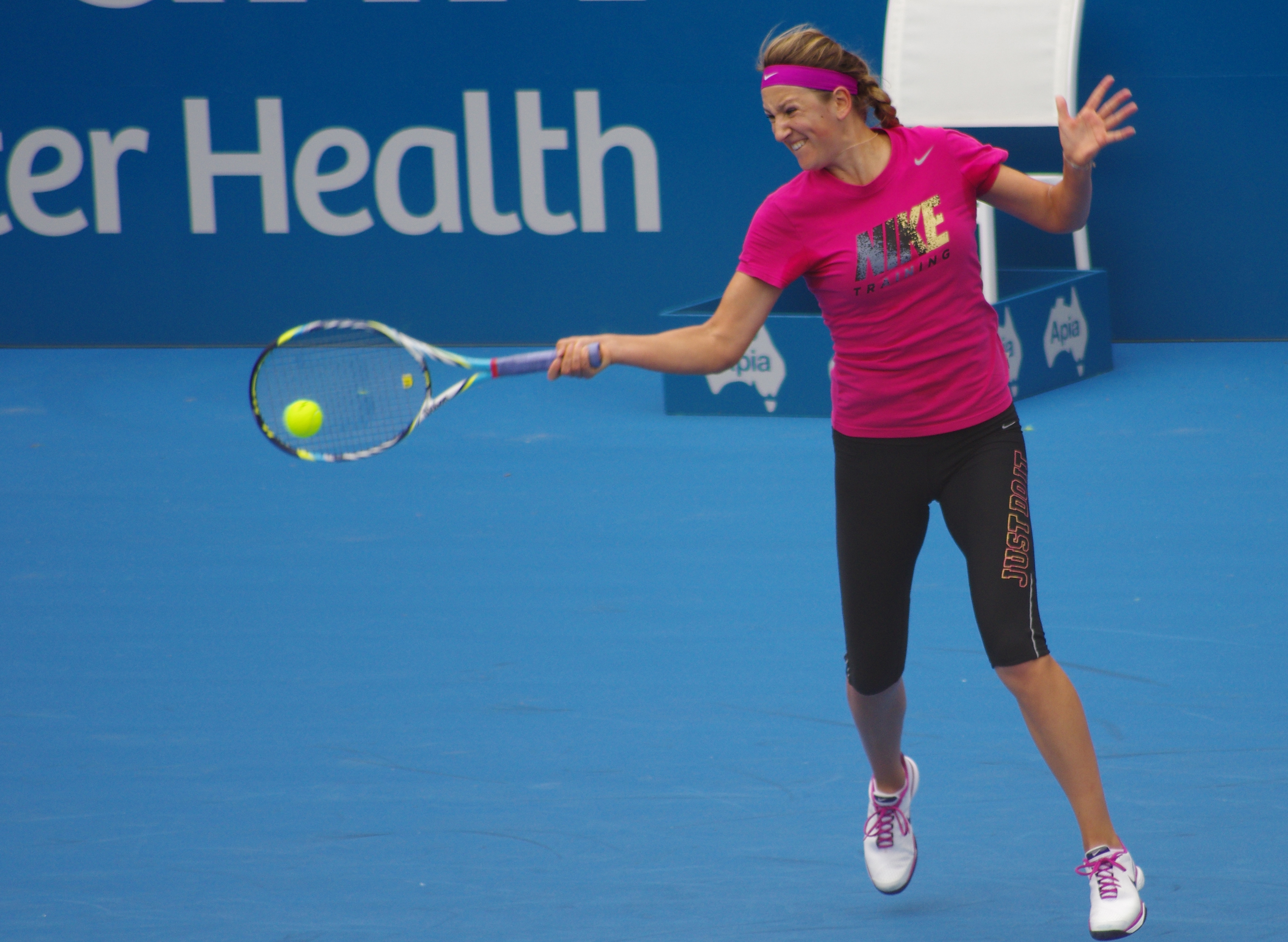
Viktoryja Azaranka nel 2012

È un inizio anno promettente per Viktoryja Azaranka che migliora notevolmente il proprio stile di gioco. Il 13 gennaio vince il primo torneo della stagione a cui partecipa, a Sydney, superando in finale la cinese Li Na con il punteggio di 6-2, 1-6, 6-3. A Melbourne la bielorussa raggiunge la sua prima finale Slam in carriera, battendo nel corso del torneo Heather Watson e Casey Dellacqua per 6-1, 6-0, Mona Barthel per 6-2, 6-4, Iveta Melzer per 6-2, 6-2, Agnieszka Radwańska per 6(0)-7, 6-0, 6-2 e Kim Clijsters per 6-4, 1-6, 6-3. Con la vittoria in finale il 28 gennaio su Marija Šarapova per un netto 6-3, 6-0 Viktoryja, assieme al suo primo titolo dello Slam, si aggiudica anche la vetta del ranking mondiale WTA. Poche settimane più tardi partecipa al Premier di Doha dove vince il torneo senza concedere un set, sconfiggendo in finale l'australiana Stosur per 6-1, 6-2. Il 18 marzo vince il torneo di Indian Wells, sconfiggendo in finale ancora una volta Marija Šarapova per 6-2, 6-3.
Durante la stagione sulla terra la bielorussa raggiunge due finali. La prima a Stoccarda, dove viene sconfitta da Marija Šarapova con un netto 6-1, 6-4 e la seconda a Madrid, sconfitta da Serena Williams per 6-1, 6-3. Tradisce le attese al Roland Garros, superata negli ottavi dalla slovacca Dominika Cibulková per 6-2, 7-6(4), e la concomitante vittoria di Šarapova in semifinale le costa la prima posizione mondiale. A Wimbledon si riprende la testa della classifica grazie alla vittoria sull'ex numero 1 del mondo Ana Ivanović e la prematura eliminazione di Marija Šarapova; viene tuttavia sconfitta in semifinale da Serena Williams, vincitrice del torneo, in due set combattuti.
Partecipa alle Olimpiadi di Londra rappresentando il suo Paese e conquista la medaglia di bronzo nel singolare femminile, superando nella finale per il terzo posto la russa Marija Kirilenko, e la medaglia d'oro nel doppio misto assieme al connazionale Maks Mirny. Agli US Open 2012 l'Azaranka, arrivata in finale, deve affrontare una Serena Williams in piena forma che nel torneo non ha mai ceduto più di 6 games in una partita contro un'avversaria e che viene data per netta favorita. Azaranka riesce ad arrivare a soli due punti dal titolo al terzo set, ma finisce per perdere con il risultato di 2-6, 6-2, 5-7, mantenendo comunque, alla fine del torneo, la testa del ranking mondiale. Vince il quinto titolo dell'anno al China Open senza perdere nemmeno un set, abbattendo in finale la Šarapova per 6-3, 6-1; la settimana seguente conquista facilmente il sesto titolo annuale, il Generali Ladies Linz, anche qui senza concedere un set alle avversarie, battendo in finale Julia Görges per 6-3, 6-4. Al WTA Tour Champioships l'Azaranka perde in semifinale da Marija Šarapova. Chiude, tuttavia, l'anno in testa alla classifica mondiale.

#### 2013: secondo Slam australiano

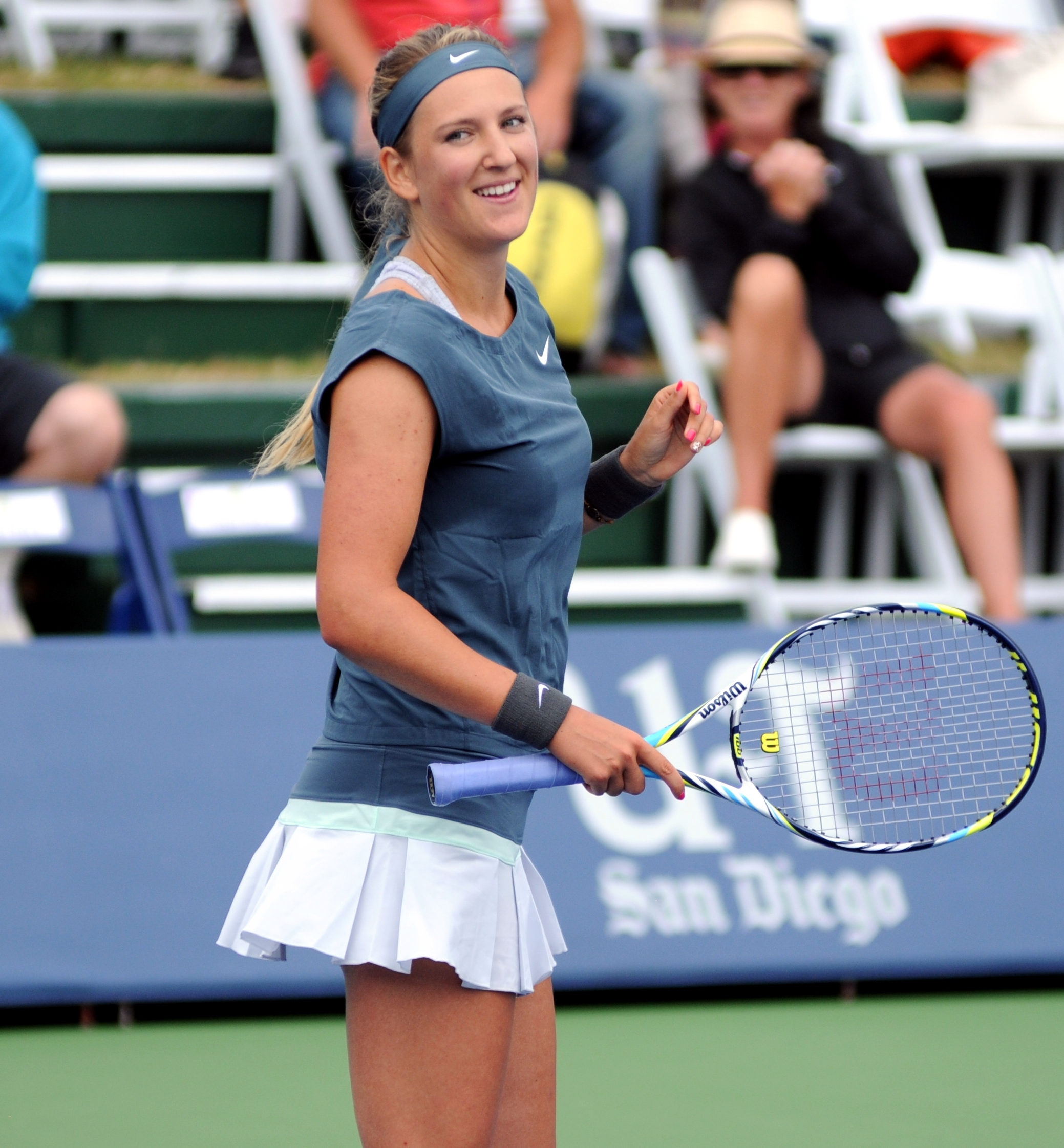
Viktoryja Azaranka nel torneo di Cincinnati 2013 che poi si aggiudicò battendo in finale Serena Williams

Inizia il 2013 alla grande battendo in finale all'Australian Open la cinese Li Na con il punteggio di 4-6 6-4 6-3, difendendo il suo titolo della scorsa edizione e mantenendo la sua prima posizione in classifica. Nel corso del torneo batte: Monica Niculescu (6-1, 6-4), Eléni Daniilídou (6-1, 6-0), Jamie Hampton (6-4, 4-6, 6-2), Elena Vesnina (6-1, 6-1), Svetlana Kuznecova (7-5, 6-1), Sloane Stephens (6-1, 6-4) e Na Li in finale. Il torneo successivo è quello di Doha dove lei è campionessa uscente. Nonostante la vittoria in finale su Serena Williams per 7-6(6) 2-6 6-3, la bielorussa è costretta a cedere lo scettro di numero uno alla campionessa americana, sebbene per soli 40 punti.
Un infortunio alla caviglia la costringe a non scendere in campo nell'incontro dei quarti di finale a Indian Wells contro Caroline Wozniacki, futura finalista. La sventura le impedisce di partecipare, come da programma iniziale, a Miami, preferendo curarsi e affrontare al meglio la stagione sulla terra battuta. Si tratta del secondo ritiro della stagione, dopo quello nel torneo inaugurale di Brisbane che le ha impedito di disputare la semifinale contro Serena Williams.

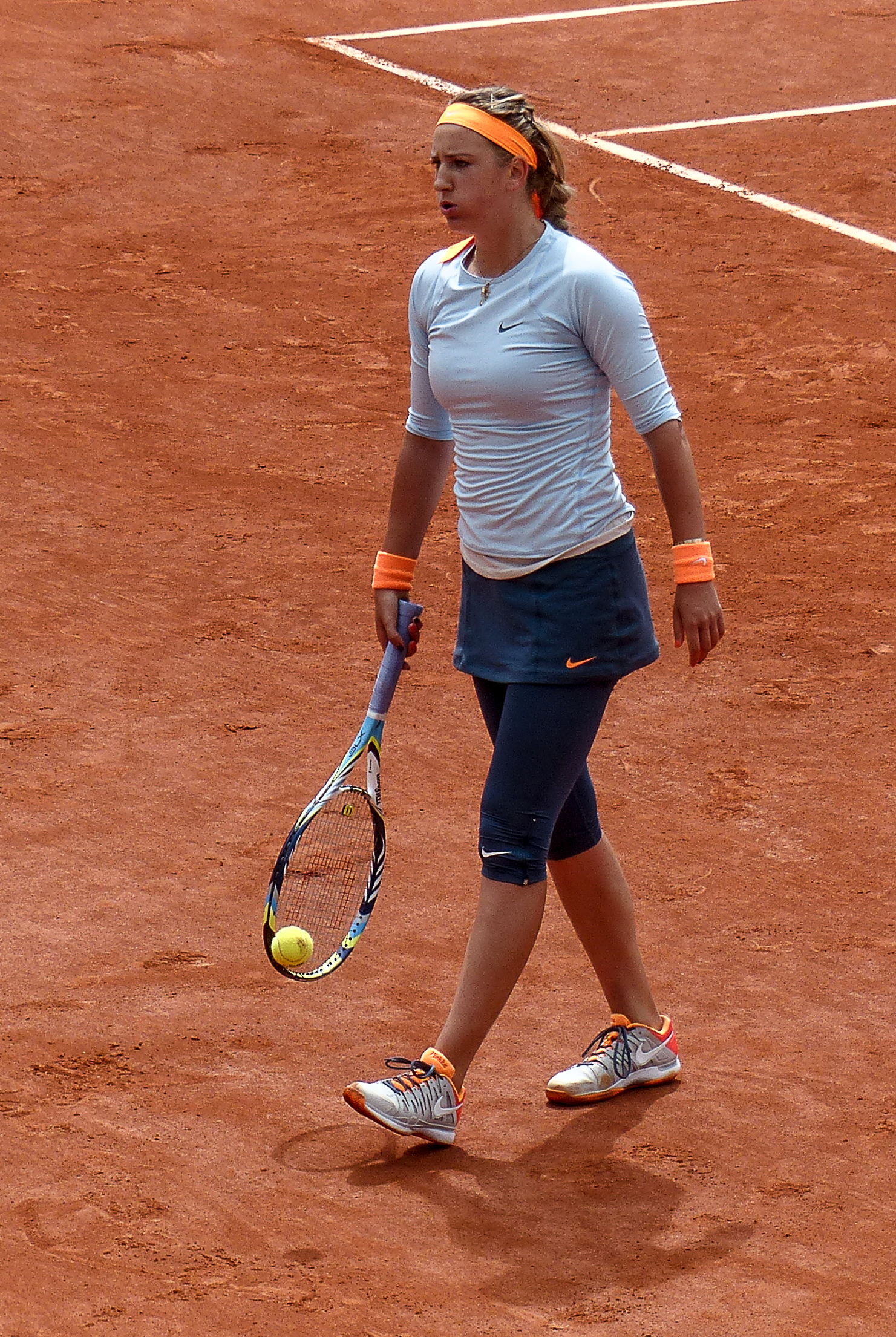
Azarenka al Roland Garros 2013

Dopo due mesi di inattività, che le costano il secondo posto del ranking a favore di Marija Šarapova (vincitrice dei tornei di Indian Wells e Stoccarda), Viktoryja torna a disputare il torneo di Madrid reduce dalla finale dell'anno prima. Dopo aver battuto a fatica Anastasija Pavljučenkova nell'incontro inaugurale per 7-6(8) 7-6(3), esce di scena già al secondo turno contro la russa Ekaterina Makarova con il punteggio di 6-1 2-6 3-6, perdendo la testa sul 3 pari nel set decisivo dopo aver ricevuto un penalty point per aver spaccato la racchetta. La settimana successiva partecipa agli Internazionali BNL d'Italia dove lascia le briciole a Julia Görges e a Ayumi Morita. Nei quarti batte per 6-4 1-6 6-3 Samantha Stosur e in semifinale si libera facilmente di Sara Errani 6-0 7-5. Il 19 maggio perde poi la finale contro Serena Williams con un netto 1-6 3-6.
A fine mese disputa il torneo del Roland Garros dove batte nei primi turni Elena Vesnina 6-1 6-4, Annika Beck 6-4 6-3 e Alizé Cornet 4-6 6-3 6-1. Negli ottavi, dopo un equilibrio iniziale, infila nove giochi consecutivi per battere Francesca Schiavone 6-3 6-0. Superando poi Marija Kirilenko per 7-6(3) 6-2 approda in semifinale dove però cede a Marija Šarapova con il punteggio di 6-1 2-6 6-4. Nonostante la sconfitta, la bielorussa torna ad occupare il secondo posto del ranking WTA a discapito proprio della siberiana. A Wimbledon è costretta a ritirarsi al secondo turno senza nemmeno scendere in campo contro Flavia Pennetta a causa di un infortunio al ginocchio destro.
Rientra al torneo di Cincinnati, dopo aver dato forfait alla Rogers Cup per problemi alla schiena. Ai primi turni batte Vania King (6-1, 7-6(6)) e Magdaléna Rybáriková (6-3, 6-4), per poi incontrare la Wozniacki ai quarti. La bielorussa passa con il punteggio di 6-3, 7-6(5), accedendo così in semifinale. Guadagna la sua quinta finale in stagione, battendo la Janković in tre set (4-6, 6-2, 6-3). La finale la vede opposta alla numero uno del mondo Serena Williams, che riesce a sconfiggere dopo una dura battaglia di 2 ore e mezza, con il risultato finale di 2-6, 6-2, 7-6(6). Dopo la recente vittoria, l'Azaranka arriva fiduciosa agli US Open. Le viene conferita la testa di serie n°2. Inizia alla grande il torneo battendo la tedesca Pfizenmaier con un doppio 6-0. Nessun problema nemmeno al secondo turno, dove sconfigge Aleksandra Wozniak, concedendole appena 4 giochi. Trova le prime difficoltà al terzo turno contro la francese Alizé Cornet; la bielorussa dopo aver perso il primo set al tiebreak, vince i restanti due per 6-3, 6-2. Agli ottavi di finale non ha vita facile contro la Ivanović, che mette in grande difficoltà la bielorussa, ma alla finale ha la meglio la competenza della nº2 del mondo, che si impone con il punteggio di 4-6, 6-3, 6-4. Ai quarti batte facilmente Daniela Hantuchová per 6-2, 6-3, e in semifinale ha la meglio su Flavia Pennetta per 6-4, 6-2, conquistando così la sua quarta finale slam. In finale viene sconfitta da Serena Williams in tre set 5-7, 7-6(6), 1-6.
Il post US Open è avaro di soddisfazioni. La bielorussa subisce sconfitte premature dai torneo di Tokyo e di Pechino, battuta rispettivamente da Venus Williams e Andrea Petković. Al WTA Tour Champioships viene sconfitta nella prima giornata da Na Li con il punteggio di 2-6, 1-6, ma nella seconda riesce a sconfiggere la Errani con il punteggio di 7-6(4), 6-2. Non riesce a qualificarsi per le semifinali, venendo sconfitta nell'ultima giornata di qualificazioni dalla serba Jelena Janković per 6-4, 6-3.

### 2014: infortuni e uscita dalla Top 30

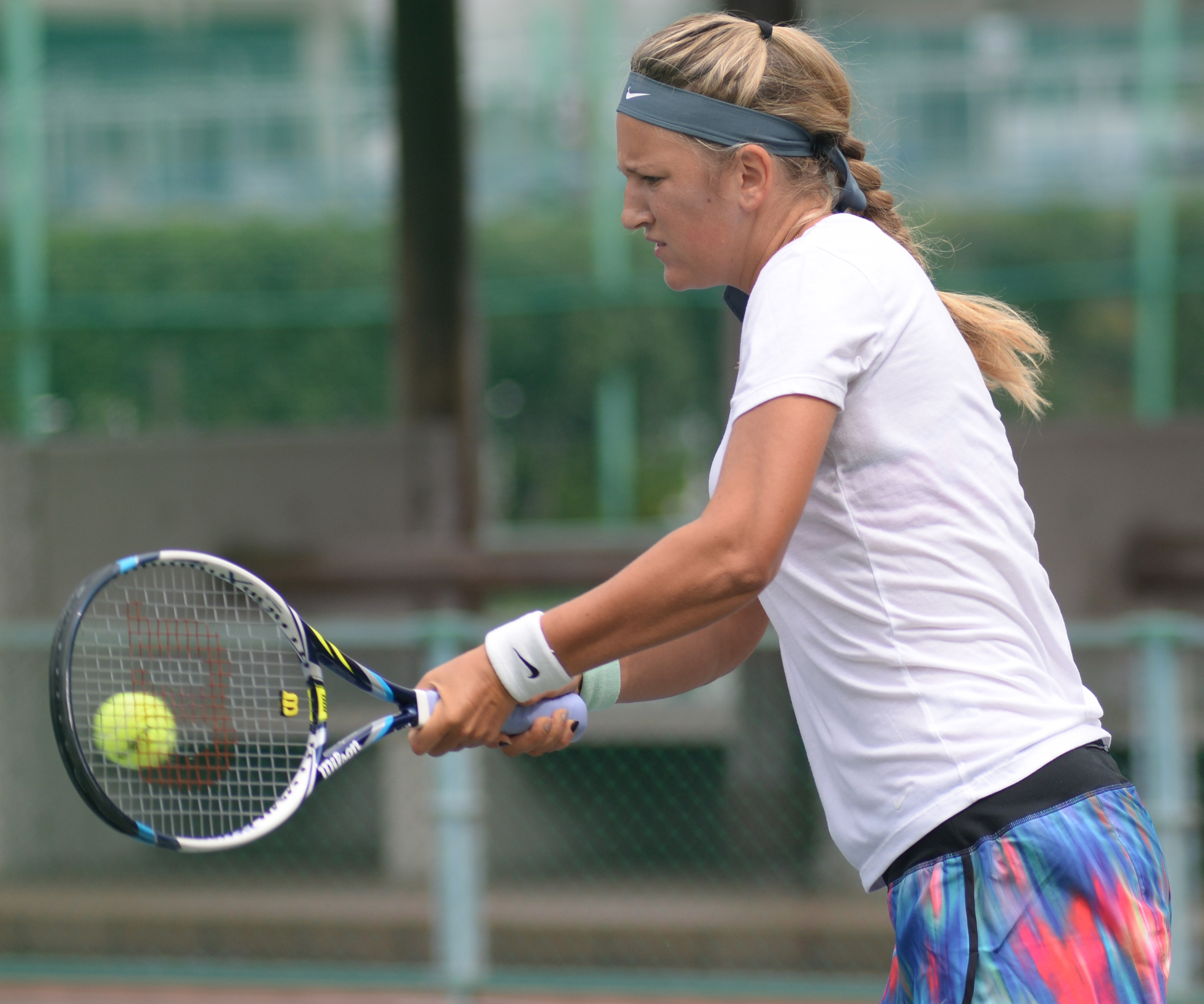
Viktoryja Azaranka durante un allenamento nel 2014

Il 2014 inizia a Brisbane dove la bielorussa si spinge fino alla finale. Nell'atto conclusivo perde in due set contro Serena Williams. Partecipa al primo Grande Slam della stagione, gli Australian Open, uscendo di scena nei quarti di finale per mano di Agnieszka Radwańska. Ad Indian Wells, dopo il bye al primo turno, viene eliminata da Lauren Davis con il punteggio di 6-0, 7-6(2) a causa di un'infiammazione al piede destro. Rientra nel circuito tre mesi dopo disputando l'AEGON Classic di Eastbourne, dove viene sconfitta in tre set dall'italiana Camila Giorgi con il punteggio di 4-6, 6-3, 7-5. Al Torneo di Wimbledon, batte al primo turno la croata Mirjana Lučić-Baroni per 6-3, 7-5, ma al secondo viene eliminata dalla serba Bojana Jovanovski in tre set con il punteggio di 6-3, 3-6, 7-5. Dopo una prematura sconfitta a Stanford, la bielorussa prende parte alla Rogers Cup di Montréal, dove viene eliminata ai quarti di finale dalla futura campionessa del torneo Agnieszka Radwańska con un doppio 6-2.
Agli US Open si presenta come testa di serie numero 16. Già al primo turno fatica contro Misaki Doi, ma alla fine si impone in tre set. Batte agevolmente Christina McHale nel turno successivo, così come Elena Vesnina al terzo. Contro la serba Aleksandra Krunić, Viktoryja Azaranka deve faticare per vincere l'incontro, avendo perso per 6-4 il primo set. Alla fine, la bielorussa vince con il punteggio di 4-6, 6-4, 6-4. Ai quarti di finale, viene battuta da Ekaterina Makarova, testa di serie numero 17, con il punteggio di 6-4 6-2. Con questa sconfitta, la tennista non conferma la finale dell'anno precedente e, perciò, perde sette posizioni nel ranking WTA, scivolando alla ventiquattresima posizione.
L'infortunio al piede le causa ancora problemi, tanto da saltare tutto il resto della stagione, concludendo l'anno alla trentaduesima posizione.

### 2015: rientro in Top 20

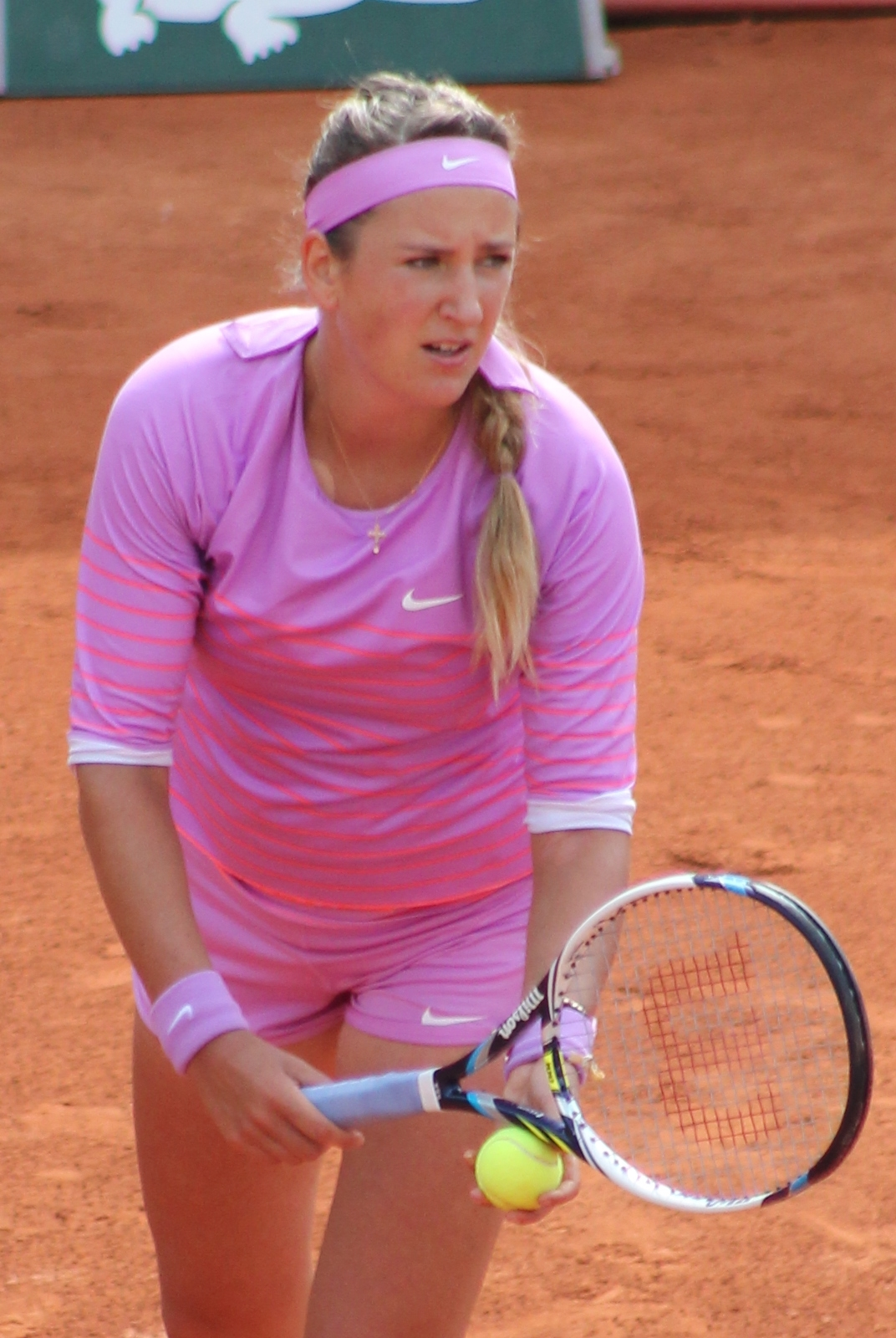
Azaranka al Roland Garros

Vika parte l'anno giocando il torneo di Brisbane, dove difendeva la finale raggiunta nel 2014. La bielorussa perde però al primo turno contro la ceca Karolína Plíšková per 6-4 6(7)-7 4-6.
Agli Australian Open, batte all'esordio la statunitense Sloane Stephens e al secondo turno la testa di serie numero otto Caroline Wozniacki. Supera anche il terzo turno contro Barbora Záhlavová-Strýcová (numero 25 del seeding), ma al quarto turno perde contro la numero undici Dominika Cibulková per 6-2, 3-6, 6-3. Con questo risultato, scende alla quarantanovesima posizione in singolare.
Al torneo di Doha, arriva in finale dopo aver battuto Angelique Kerber, Elina Svitolina, Caroline Wozniacki e Venus Williams. Nell'ultimo atto si arrende, però, a Lucie Šafářová che vince con il punteggio di 6-4, 6-3. A Indian Wells, si ferma al terzo turno, battuta dalla numero due del mondo Marija Šarapova. Grazie a questi buoni risultati, risale alla 36ª posizione mondiale. Al Sony Open Tennis di Miami, si ferma nuovamente al terzo turno, sconfitta da Flavia Pennetta in due set finiti entrambi al tie break. Al Mutua Madrid Open, sconfigge al primo turno Venus Williams e al secondo Ajla Tomljanović. Al terzo, però, viene sconfitta da Serena Williams con il punteggio di 6(5)-7, 6-3, 6(1)-7, non sfruttando i tre match point avuti nell'ultimo set. Agli Internazionali d'Italia 2015, batte all'esordio la lucky loser Lucie Hradecká in tre set, poi la numero cinque del mondo Caroline Wozniacki e al terzo Irina-Camelia Begu. Si arrende, però, a quarti contro la futura vincitrice del torneo Marija Šarapova. Agli Open di Francia 2015, arriva agevolmente al terzo turno, dove viene però eliminata da Serena Williams, futura vincitrice del torneo, in un match in cui si era portata avanti di un set. In preparazione al torneo di Wimbledon, partecipa al DFS Classic, dove però si ritira al secondo turno per un problema fisico. Al Torneo di Wimbledon 2015, arriva ai quarti di finale senza perdere un set
. Ai quarti, viene eliminata per la terza volta nella stagione da Serena Williams, perdendo con il punteggio di 6-3, 2-6, 3-6. Con i punti ottenuti, rientra nella top 20 alla 19ª posizione.
Sul cemento americano, Viktoryja non ottiene risultati eccellenti. Viene eliminata al terzo turno sia a Toronto (da Sara Errani) e a Cincinnati (per mano di Anastasia Pavlyuchenkova), a causa di un problema alla coscia. Agli US Open conferma i quarti conquistati l'anno precedente, venendo battuta dalla numero due del mondo Simona Halep. A Wuhan, si ritira al secondo turno in seguito a un problema alla gamba.

### 2016: ritorno in Top 5 e la dolce attesa

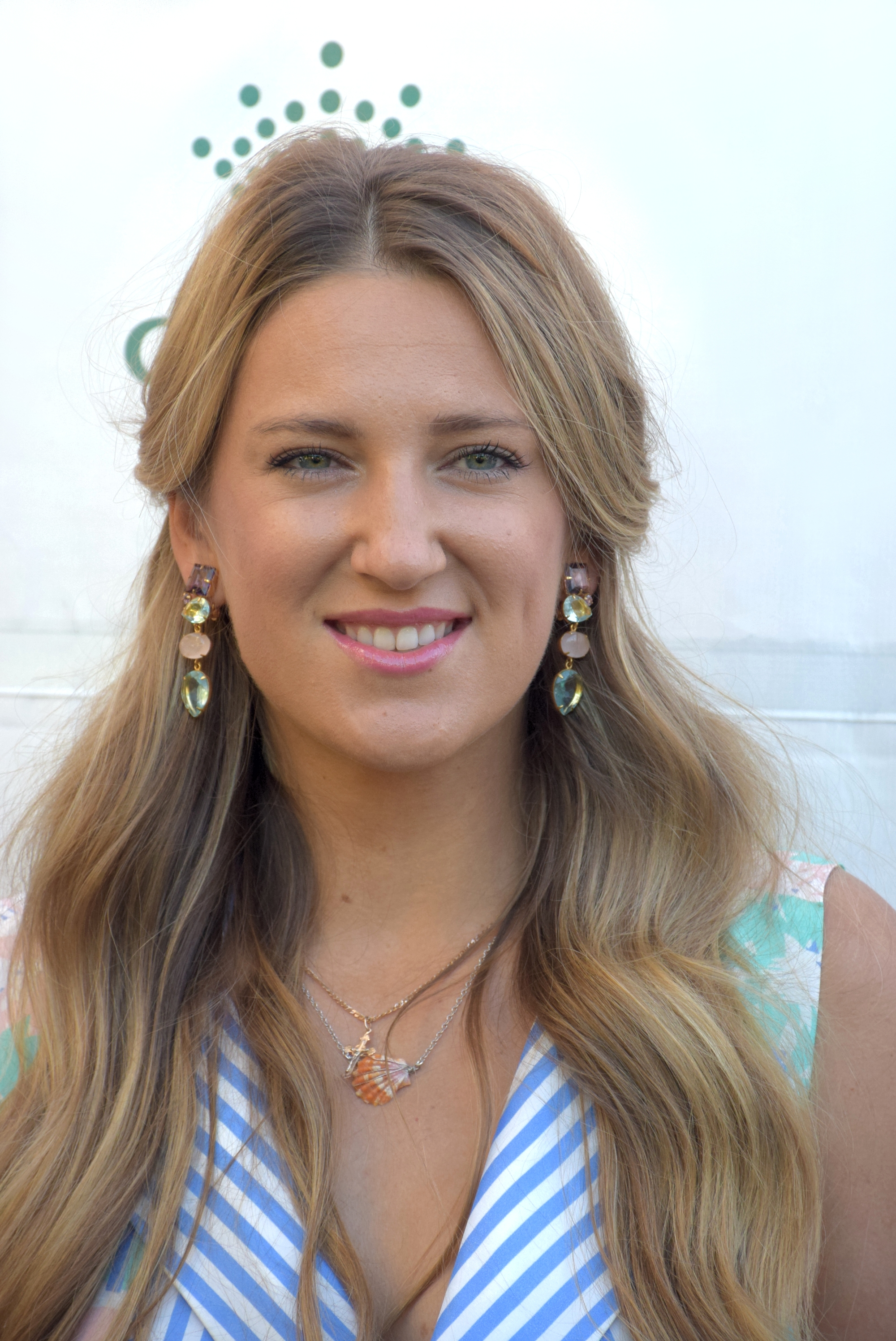
Viktoryja a inizio 2016

La stagione della Bielorussa si apre al torneo di Brisbane dove si spinge fino alla finale, nella quale riesce a battere la tedesca Angelique Kerber con il punteggio di 6-3, 6-1. In seguito a questo risultato, sale alla sedicesima posizione nella classifica WTA. Agli Australian Open 2016, arriva fino ai quarti di finale, dove viene sconfitta in due set dalla futura vincitrice del torneo Angelique Kerber. Salta le tappe arabiche di Dubai e Doha, partecipando ad Acapulco dove si ritira però al secondo turno. A Indian Wells batte al primo turno Zarina Dijas 6-3, 6-2, poi Shuai Zhang 6-4, 6-3 dopo un'intensissima partita; in seguito batte Samantha Stosur 6-1, 4-6, 6-1, ai quarti batte Magdaléna Rybáriková con un doppio 6-0. In semifinale affronta Karolína Plíšková e vince 7-6(1), 1-6, 6-2. Arriva in finale, dove batte la numero 1 al mondo Serena Williams con un doppio 6-4. La vittoria ad Indian Wells la riporta in top 10 dopo due anni, precisamente diviene numero 8. Il 2 aprile vince anche il torneo di Miami per la terza volta in carriera con il punteggio di 6-3 6-2 contro Svetlana Kuznecova, realizzando così il Sunshine Double, ovvero la vittoria di Indian Wells e Miami nello stesso anno; è la terza tennista nella storia a realizzare questa impresa dopo Steffi Graf (1994 e 1996) e Kim Clijsters (2005). Questo titolo porta la tennista al numero 5 nel ranking WTA.
Successivamente, partecipa al Mutua Madrileña Madrid Open come numero 4 del seeding. Vince agevolmente contro Laura Robson e Alizé Cornet, ma si ritira prima del terzo turno a causa di un problema alla schiena. Le cose non vanno meglio neanche agli Internazionali d'Italia 2016 dove, dopo il bye al primo turno, viene eliminata da Irina-Camelia Begu. Al Roland Garros, è costretta al ritiro durante il match d'esordio contro Karin Knapp, a causa di un problema al ginocchio destro. Il problema la costringe, inoltre, a saltare tutta la stagione sull'erba, Wimbledon compreso. A luglio annuncia, tramite Facebook, di essere incinta, e quindi non parteciperà alle Olimpiadi di Rio e a nessun altro evento dell'anno in corso. Il 20 dicembre dello stesso anno dà alla luce il primogenito.

### 2017: declino e uscita dalla Top 200
Dopo uno stop per la gravidanza durato poco, ritorna a giocare. Nella nuova stagione partecipa solamente a due tornei: a Maiorca e a Wimbledon. A Maiorca, dopo aver ottenuto un bye, sconfigge Risa Ozaki con molte difficoltà (6-3 4-6 7-6(7)), per poi uscire di scena nel terzo turno contro la 7ª testa di serie Ana Konjuh, che la supera nettamente con un punteggio di 1-6 3-6. A Wimbledon, dopo aver sconfitto Catherine Bellis (3-6 6-2 6-1), Elena Vesnina (6-3 6-3) e Heather Watson (3-6 6-1 6-4), perde al quarto turno contro la 2ª testa di serie, Simona Halep, per 6(3)-7 2-6. Partecipa anche nel doppio misto in coppia con Nenad Zimonjić, uscendo di scena subito venendo sconfitti per 3-6 4-6. Annuncia il ritiro dalle competizioni dell'anno in corso per problemi legali di affidamento di suo figlio. Questo stop la fa scivolare alla 208ª posizione del seeding.

### 2018: il ritorno, rientro nella Top 60 e finale a Wimbledon in doppio misto

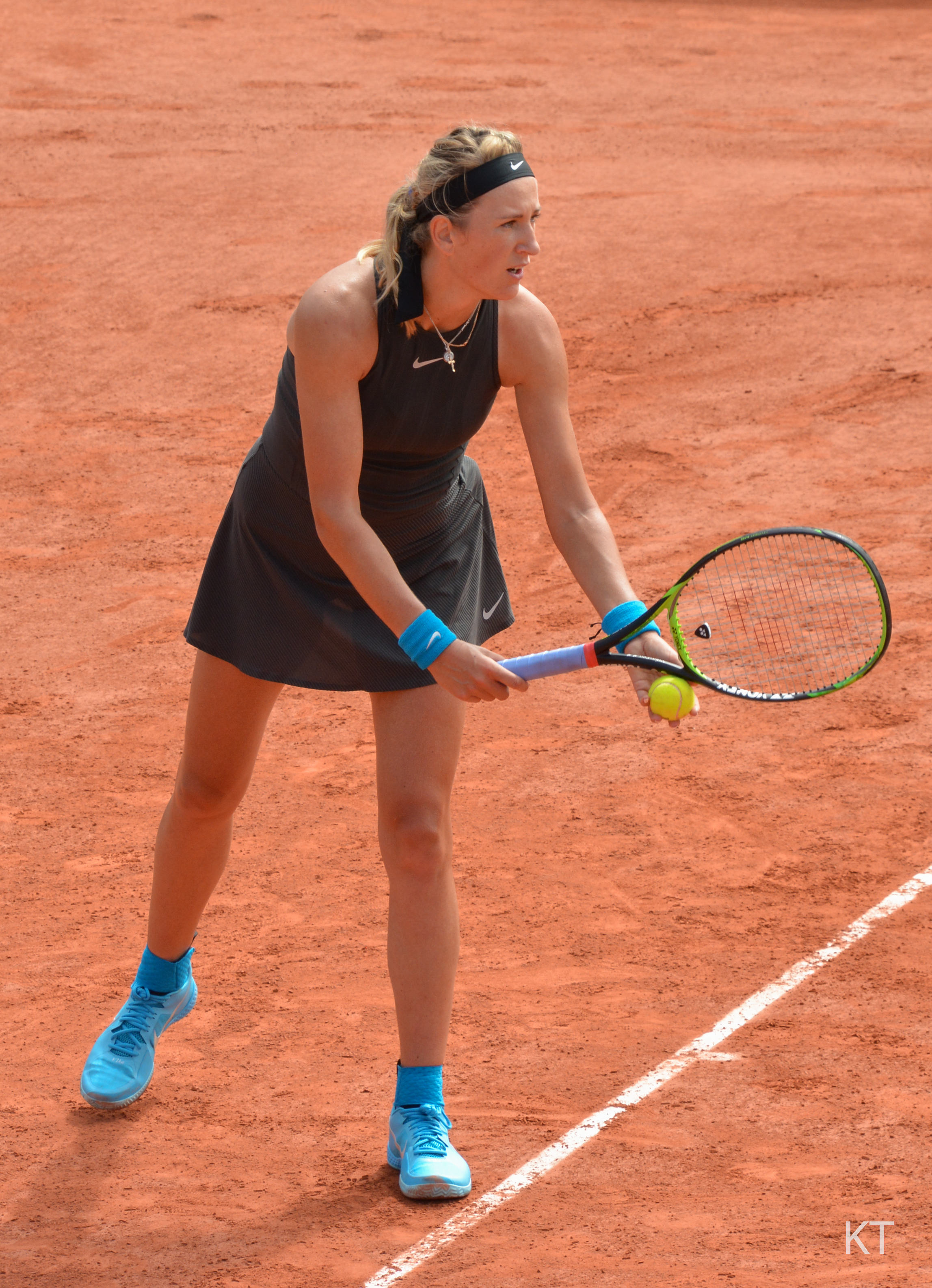
Viktoryja al Roland Garros nel 2018

Viktoryja decide di tornare a gareggiare prendendo parte al torneo di Indian Wells dove, dopo aver sconfitto Heather Watson per 6-4 6-2, perde al secondo turno contro Sloane Stephens, testa di serie numero 13, per 1-6 5-7. In doppio, in coppia con la connazionale Aryna Sabalenka, raggiunge il terzo turno dove perdono contro la coppia formata da Elena Vesnina ed Ekaterina Makarova per 4-6 3-6. A Miami giunge in semifinale, la quale segna il suo ritorno definitivo. Qui supera: Catherine Bellis per 6-3 6-0; la testa di serie numero 14, Madison Keys, a causa del ritiro di quest'ultima sup punteggio di 7-6(5) 2-0 per la bielorussa; la testa di serie numero 20, Anastasija Sevastova, per 3-6 6-4 6-1; la testa di serie numero 30, Agnieszka Radwańska, con un doppio 6-2 e la testa di serie numero 5, Karolína Plíšková, per 7-5 6-3. Grazie a questo risultato migliora il suo ranking di 93 posizioni rientrando nella top 100, precisamente al 93º posto.
Ritorna in campo dopo oltre un mese, per disputare la stagione su terra. A Madrid estromette agilmente Aleksandra Krunić con un doppio 6-3. Tuttavia, nel secondo turno viene sconfitta da Karolína Plíšková, che si impone per 2-6 6-1 5-7. Agli Internazionali BNL d'Italia viene sorpresa dall'astro nascente Naomi Ōsaka, con nettissimo 0-6 3-6. Disputa quindi l'Open di Francia, dove non va oltre il primo turno venendo sconfitta da Kateřina Siniaková, che si impone per 5-7 5-7. Sull'erba di Maiorca estromette con qualche difficoltà Stefanie Vögele per 6(4)-7 6-3 7-5, prima di venire sconfitta da Lucie Šafářová, testa di serie numero sette, per 3-6 4-6. Nello Slam londinese si impone in due set su Ekaterina Aleksandrova, dovendosi poi arrendere nuovamente a Karolína Plíšková (3-6 3-6). Nel doppio misto, in coppia con Jamie Murray, raggiunge la sua prima finale a Wimbledon. Insieme estromettono le coppie: Lucie Hradecká/Roman Jebavý per 6(2)–7 6-4 6-4, Anna-Lena Grönefeld/Robert Farah 7–6(6) 6(6)–7 7-5, Matwé Middelkoop/Johanna Larsson per 7–6(6) 6-3, Jean-Julien Rojer/Demi Schuurs per 4-6 7-5 7-5 e Jay Clarke/Harriet Dart per 6-2 6-2. In finale vengono sconfitti a sorpresa da Alexander Peya e Nicole Melichar per 6(1)–7 3-6.
Sul veloce americano, raggiunge i quarti di finale a San Jose eliminando Kateryna Bondarenko per 6-3 6(7)-7 7-5 e Anna Blinkova lasciandole un solo gioco. Nel match successivo contro Danielle Collins, nonostante sia in vantaggio avendo vinto il primo parziale al tie-break, è costretta al ritiro a metà del secondo set. Nel torneo di Toronto si impone nettamente su Kristina Mladenovic per 6-0 6-1, per poi perdere contro Johanna Konta per 3-6 1-6. A Cincinnati rimonta Carla Suárez Navarro dopo aver perso il primo set al tie-break, per poi uscire di scena al secondo turno contro Caroline Garcia per 4-6 5-7. Nell'ultimo Slam della stagione, l'US Open, estromette senza grandi problemi Viktória Kužmová e Dar'ja Gavrilova, per poi venire sconfitta dalla campionessa in carica, Sloane Stephens, per 3-6 4-6. Prende parte al torneo di Tokyo dove si sbarazza di Kurumi Nara e Ashleigh Barty, ma nei quarti di finale contro Camila Giorgi sul punteggio di 3-5 in favore all'italiana è costretta al ritiro per problemi fisici. Di conseguenza, si cancella dal tabellone principale del torneo di Wuhan annullando il match contro Julia Görges e da tutti i restanti tornei della stagione. Chiude l'anno rientrando tra le Top 60, precisamente al 51º posto.

### 2019: ritorno in una finale WTA e cinquecento vittorie in carriera
Viktoryja inizia la stagione prendendo parte al torneo di Auckland, dove si ferma al primo turno contro Venus Williams per 3-6, 6-1, 3-6; anche agli Australian Open non va oltre il primo turno, perdendo da Laura Siegemund per 7-6(5), 4-6, 2-6. Vince il suo primo match stagionale sul cemento indoor di San Pietroburgo contro la russa Margarita Gasparjan. Esce di scena nel turno successivo, perdendo 2-6, 6(3)-7 contro la fresca finalista degli Australian Open Petra Kvitová in un match in cui non ha sfigurato recuperando la ceca da 5-1 nel secondo set. Torna in campo un mese dopo, ad Acapulco, dove supera in scioltezza la testa di serie numero due Danielle Collins e la tedesca Tatjana Maria prima di cedere ai quarti di finale a Sofia Kenin in tre set. La settimana successiva si presenta al primo Premier Mandatory della stagione, Indian Wells. Qui supera la connazionale Vera Lapko per poi affrontare per la ventiduesima volta in carriera la grande rivale Serena Williams, accreditata della decima testa di serie, contro la quale si arrende in due set (7-5, 6-3). A Miami, invece, supera a fatica Dominika Cibulková per 6-2 3-6 6-4, prima di perdere contro Caroline Garcia, che si impone per 6-3 6-4. 

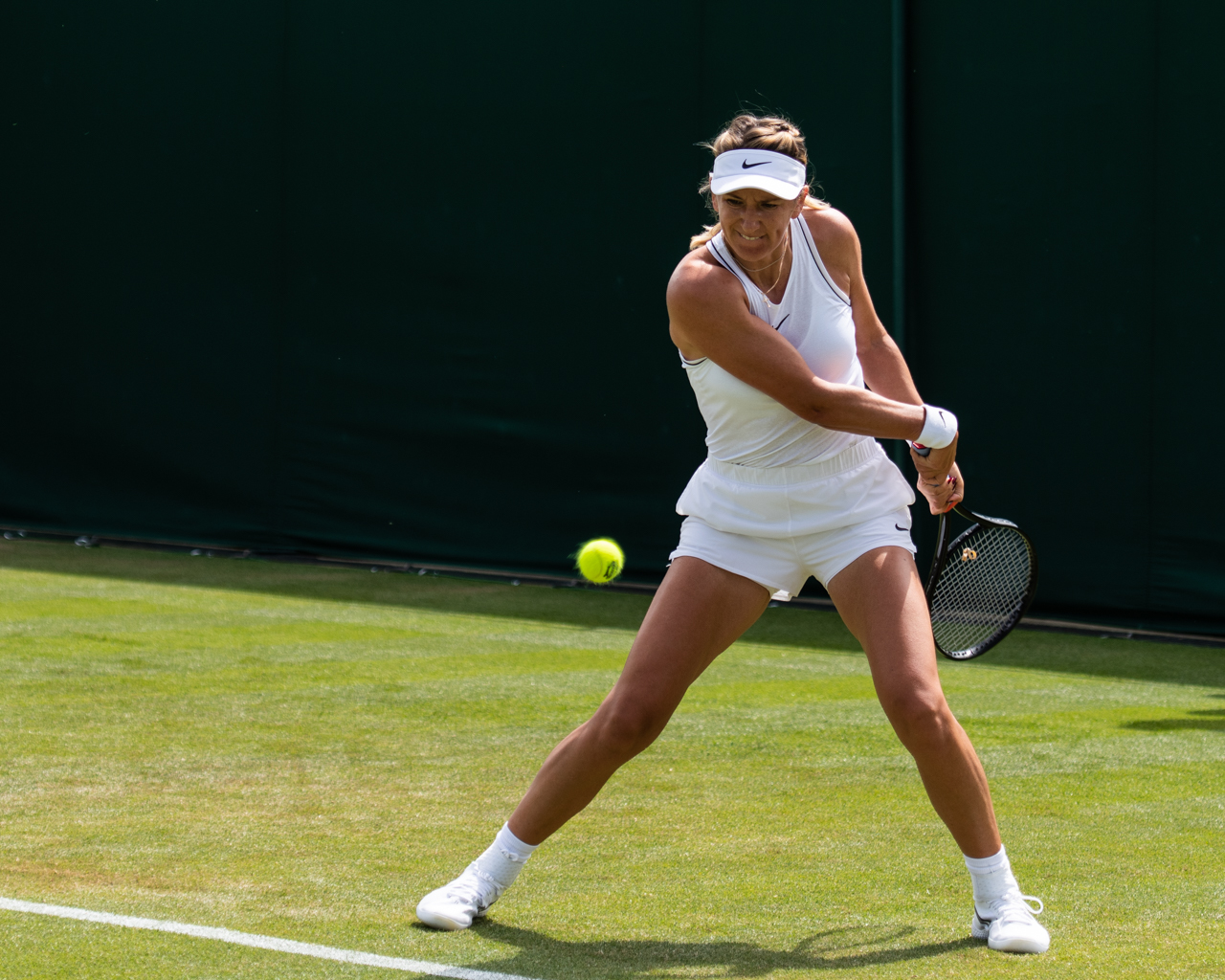
Viktoryja a Wimbledon 2019

Prende successivamente parte al torneo di Monterrey dove estromette nell'ordine: Miyu Katō per 6-4 6-2; Zarina Dijas per 6-3 6-2; Anastasija Pavljučenkova per 6-0 6-4 e Angelique Kerber, numero cinque del mondo, per 6-4 4-6 6-1. Con questo risultato, ritorna a disputare una finale in singolare a distanza di tre anni dall'ultima volta, quando vinse a Miami nel 2016. Inoltre, riesce a sconfiggere una giocatrice top 10 dopo essersi imposta l'ultima volta nel 2018, sempre a Miami quando sconfisse Karolína Plíšková. La finale la vede opposta a Garbiñe Muguruza, contro la quale è costretta al ritiro per un problema al polpaccio sul punteggio di 1-6 1-3 per la spagnola. Ritorna in campo a Stoccarda dove elimina Vera Zvonarëva per 7-5 6-4 e Karolína Plíšková, numero cinque del ranking, per 4-6 6-3 6-4; nei quarti di finale si ritira contro Anett Kontaveit sul punteggio di 7-5 5-7 0-3 in favore alla tennista estone. A Madrid estromette Dar'ja Kasatkina per 7-5 6-4, ma cede all'ottava potenza della classifica, Sloane Stephens, che si impone in tre set. A Roma sorprende ancora, in quanto, dopo essersi sbarazzata di Zhang Shuai, sconfigge in rimonta Elina Svitolina, bicampionessa in carica, per 4-6 6-1 7-5. Inoltre, nel corso del terzo parziale ha recuperato cinque giochi, essendosi trovata sotto di 2-5, annullando un match point all'avversaria. Con questa vittoria, arriva a sconfiggere tre top 10 in una stessa stagione. Ai quarti cede in rimonta alla Plíšková, futura campionessa. Chiude la stagione sulla terra con la partecipazione al Roland Garros: qui, dopo essersi imposta sulla campionessa del 2017 Jeļena Ostapenko, nel secondo turno cede alla numero uno al mondo Naomi Ōsaka in tre combattuti set.
A Wimbledon, battute in scioltezza Alizé Cornet e Ajla Tomljanović, si arrende alla futura campionessa del torneo Simona Halep che le concede appena quattro giochi. Non coglie risultati di rilievo nei tornei sul veloce nordamericano, anche se allo US Open si spinge fino alla finale nel doppio insieme alla campionessa in carica Ashleigh Barty. Si tratta della quarta finale Slam in questa specialità per la bielorussa e della prima in dieci anni. La coppia è comunque costretta a cedere a Elise Mertens e Aryna Sabalenka che trionfano con un doppio 7-5. Come l'anno precedente, l'Azaranka salta l'intera trasferta asiatica chiudendo a New York la sua stagione.

### 2020: ventunesimo titolo WTA, ritorno in una finale Slam e nella Top 20
La tennista di Minsk salta la prima parte della stagione, Australian Open compreso, citando motivi personali. Scende in campo per la prima volta solo a Monterrey in qualità di finalista uscente: tuttavia è costretta ad arrendersi a Tamara Zidanšek che le infligge un doppio 6-2. Successivamente, scoppia la pandemia di COVID-19 causando la cancellazione o il rinvio dei tornei della stagione fino a settembre: tra questi anche gli Slam di Parigi e Londra (torneo non disputato solamente negli anni della prima e seconda guerra mondiale) e le Olimpiadi di Tokyo, posticipate al 2021. Per quanto riguarda la classifica, la WTA decide di congelare i punti di tutte le tenniste al 9 marzo 2020.
Il primo torneo cui la bielorussa prende parte dopo lo stop è l'International di Lexington, da cui esce all'esordio per mano della rivale di lunga data Venus Williams. Tuttavia, dopo aver pensato al ritiro definitivo dal tennis professionistico, la settimana successiva ritrova il suo miglior tennis al Western & Southern Open, che esclusivamente per l'edizione 2020 si è disputato a New York nello stesso impianto riservato allo US Open; in questa circostanza è riuscita a spingersi fino alla finale, persa contro la giapponese Naomi Osaka. Per quanto riguarda il ranking, risale fino alla 27ª posizione mondiale rientrando a far parte delle prime trenta tennista il mondo a tre anni di distanza. Durante il torneo si è imposta in due parziali su Donna Vekić per 6-2 6-3; sulle francesi Caroline Garcia per 6-2 7–6(8) ed Alizé Cornet per 6-4 7-5 e poi su Ons Jabeur per 7–6(9) 6-2, mentre in semifinale rimonta Johanna Konta, ottava testa di serie, con lo score 4-6 6-4 6-1.
Scende in campo agli US Open, primo Slam della stagione per la bielorussa, e si impone nettamente sulle colleghe: Barbara Haas (6-1 6-2); Aryna Sabalenka, quinta testa di serie, ed Iga Świątek (6-4 6-2). Nel quarto turno affronta Karolína Muchová, vincendo 5-7 6-1 6-4. Raggiunge, così, i primi quarti di finale Slam dopo 4 anni e 8 mesi dall'ultima volta (Australian Open 2016). Successivamente, si sbarazza di Elise Mertens, la quale si era precedentemente imposta sulla seconda testa di serie Sofia Kenin, lasciandole appena un gioco. In semifinale sconfigge per la quinta volta in carriera la rivale e amica di lunga data Serena Williams, numero nove del ranking mondiale e in cerca del ventiquattresimo titolo Slam, con il punteggio di 1-6 6-3 6-3. Approda dunque alla prima finale Slam dopo sette anni dall'ultima volta, quando si contese il titolo proprio a New York nel 2013 e fu sconfitta in tre parziali da Serena Williams. In finale, contro Naomi Ōsaka, perde per 6-1 3-6 3-6 rimandando l'appuntamento con lo Slam newyorkese per la terza volta. Sale, invece, di 13 posizioni nella classifica mondiale, fermandosi al 14º posto del ranking.
Approda a Roma superando con facilità Venus Williams per 7–6(7) 6-2 e poi Sofia Kenin con un doppio bagel: era dal 2005 che una Top 5 non subiva un 6-0 6-0; quindici anni fa era successo a Marija Šarapova per mano di Lindsay Davenport. Nel terzo turno affronta Dar'ja Kasatkina, che, sul 6-6, è costretta a ritirarsi per infortunio e poi nei quarti Garbiñe Muguruza, contro la quale perde 6-3 3-6 4-6. Successivamente, si sbarazza di Danka Kovinić, prima di venire sorpresa da Anna Karolína Schmiedlová con un perentorio 2-6.
Prende parte al nuovo torneo di categoria Premier di Ostrava, lo J&T Banka Ostrava Open. Qui, si impone in rimonta su Barbora Krejčíková per 2-6 6-2 6-1, mentre non ha problemi contro Elise Mertens e Maria Sakkarī. Il 25 ottobre è opposta ad Aryna Sabalenka in una finale tutta bielorussa per la prima volta in assoluto; inoltre, è la terza stagionale e la quarantesima in carriera per Azaranka. Tuttavia, in finale non riesce ad opporsi alla conanzionale a causa di un infortunio al collo, subendo un doppio 2-6. Per quanto riguarda il ranking, sale al tredicesimo posto.
Conclude la stagione all'interno della top 15 e viene eletta WTA Comeback Player of the Year.

### 2021: nono titolo in doppio e finale a Indian Wells in singolare
Azaranka disputa come primo torneo dell'anno il Grampians Trophy, dove estromette al primo turno Julija Putinceva per 6-4 1-6 [11-9], per poi ritirarsi dalla competizione nel secondo turno contro Anett Kontaveit. Agli Australian Open viene estromessa all'esordio da Jessica Pegula per 5-7 4-6. Si riprende a Doha dove, in occasione del WTA 500 Qatar Ladies Open, raggiunge la semifinale superando in due parziali Svetlana Kuznecova, Laura Siegemund e la numero cinque del mondo, Elina Svitolina, seppur con evidenti problemi alla schiena. Prima dell'inizio del match contro Garbiñe Muguruza, valido per l'ingresso in finale, si ritira.
In seguito all'annuncio dell'annullamento di Indian Wells 2021, disputa il Miami Open. Accreditata della testa di serie n° 14, ottiene un bye al primo turno ed usufruisce del ritiro di Laura Siegemund, approdando direttamente al terzo turno dove supera in due parziali Angelique Kerber. Negli ottavi di finale, incontra Ashleigh Barty, numero uno del mondo, contro la quale cede in tre parziali (1-6 6-1 2-6).

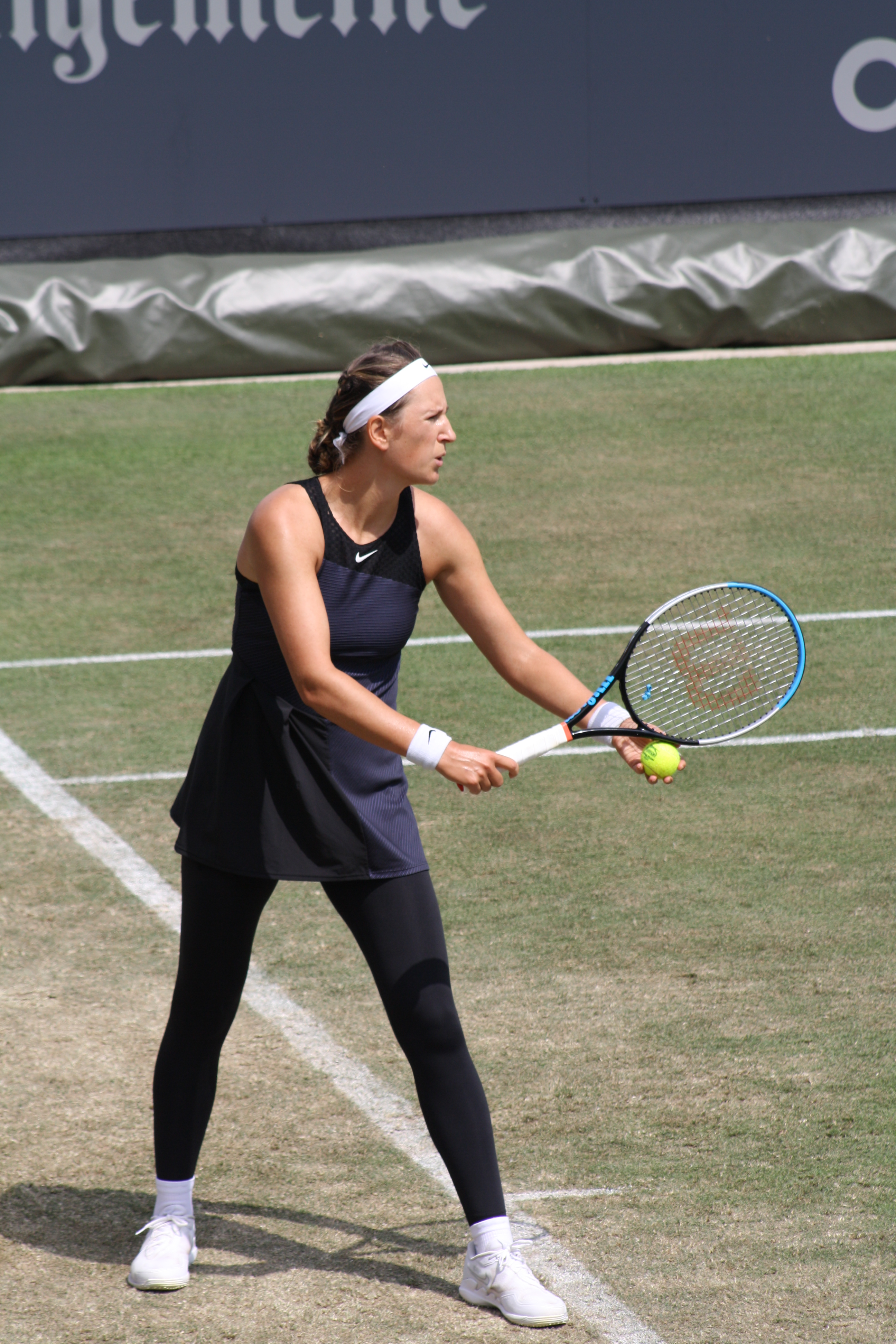
Viktoryja nel 2021

Inaugura la stagione sulla terra battuta a Madrid, riuscendo ad imporsi al terzo set contro Ekaterina Aleksandrova, per poi ritirarsi prima del match contro Jessica Pegula. Nell'Open di Francia raggiunge gli ottavi di finale per la prima volta dal 2013. Nonostante le vittorie ai danni di Svetlana Kuznecova, Clara Tauson e Madison Keys, viene rimontata a sorpresa da Anastasija Pavljučenkova, la quale poi raggiungerà la finale dello Slam, con il punteggio di 5-7 6-3 6-2.
Terminata la stagione sulla terra, si presenta a Berlino spingendosi fino alla semifinale, cedendo nettamente contro la futura campionessa Ljudmila Samsonova. In doppio, invece, si aggiudica il nono titolo in carriera facendo coppia insieme alla connazionale Aryna Sabalenka, in vista delle Olimpiadi di Tokyo. Nell'ultimo atto, le due bielorusse si impongono in rimonta contro le prime teste di serie Nicole Melichar e Demi Schuurs (4-6 7-5 [10-4]). A Bad Homburg, dove è seconda testa di serie, giunge fino ai quarti di finale, dove si ritira prima di scendere in campo contro Sorribes Tormo per un infortunio agli addominali. Si presenta in seguito a Wimbledon: batte nettamente Kozlova (6-1 6-3) prima di arrendersi a Cîrstea in tre set (6(5)-7 6-3 4-6).
Decide poi di non prendere parte ai giochi olimpici di Tokyo, per i rischi legati alla pandemia di COVID-19. Torna in campo a Montréal, dove si vendica della sconfitta patita ai Championships da Cîrstea (questa volta battuta con un doppio 6-2) e poi estromette Sakkarī al tie-break del terzo (6-4 3-6 7-6(2)); si qualifica per il suo quinto quarto di finale stagionale, dove si scontra con la connazionale Sabalenka: Azaranka si arrende in due set all'avversaria, per 2-6 4-6. A Cincinnati, dove difendeva il titolo, esce di scena agli ottavi contro la n°1 del mondo Barty, che le concede solo due giochi (0-6 2-6). A causa dei punti persi, scende nel ranking, attestandosi alla 19ª posizione. Agli US Open, elimina Martincová e Paolini prima di cedere a Muguruza in tre set (4-6 6-3 2-6). A Chicago, giunge agli ottavi, dove si ritira prima dell'inizio del match contro Muguruza. Non avendo difeso la finale a New York, scende ulteriormente nella classifica, uscendo dalla top-30.
A Indian Wells, nell'ultimo impegno per lei sul cemento americano del 2021, Azaranka riesce a imporsi su Linette (7-5 3-0 e ritiro), la n°7 del seeding Kvitová (7-5 6-4) e Sasnović (6-3 6-4) dopo il bye all'esordio, centrando il secondo quarto di finale annuale in un '1000' dopo quello raccolto alla Rogers Cup di Montréal. Qui affronta la testa di serie n°19 Pegula, che l'aveva battuta al primo turno dell'Australian Open in gennaio: questa volta la bielorussa vendica la sconfitta patita nel primo major annuale, vincendo su Pegula per 6-4 6-2 e accedendo alla sua terza semifinale stagionale, la prima in un torneo di questa categoria. Nella circostanza, Azaranka batte in rimonta Jeļena Ostapenko (3-6 6-3 7-5), centrando la 41° finale WTA della carriera, la prima stagionale e la terza a Indian Wells. Nell'ultimo atto, sfida la sorpresa del torneo, Paula Badosa, contro cui cede con il punteggio di 6(5)–7 6-2 6(2)–7, al termine di una splendida battaglia nella quale la bielorussa si è trovata a due punti dalla vittoria finale e con nove punti vinti in più dell'avversaria. Il match, durato 3h04, si è rivelato essere il più lungo del torneo mai disputato, superando di un minuto quello giocato da Elena Vesnina e Svetlana Kuznecova nel 2017.
Grazie all'ottimo finale di stagione, termina la stagione al n°27 del mondo.

### 2022: Quarti all'Australian Open, semifinale al WTA 1000 di Guadalajara
Inizia l'anno ad Adelaide, dove centra subito la sua prima vittoria stagionale su una top-10 contro Paula Badosa. Al secondo turno, elimina Hon, mentre nei quarti cedea Iga Świątek. Successivamente, prende parte all'Australian Open,: dopo due comodi successi su Udvardy  e su Teichmann, al terzo turno trova l'ex top-ten Svitolina. Azaranka lascia 2 giochi all'ucraina (6-0 6-2), approdando al quarto turno per la prima volta dal 2016 a Melbourne. Nella circostanza, affronta la campionessa in carica del Roland Garros Barbora Krejčíková da cui esce sconfitta con un doppio 2-6. A Dubai viene estromessa subito da Veronika Kudermetova, futura finalista A Doha batte Julija Putinceva in rimonta (5-7 6-2 7-5), recuperando dal 4-0 di svantaggio nel setadi non scendere in campo per il match contro Madison Brengle. Prende poi parte al torneo di Indian Wells, dove difende la finale colta qui nell'autunno del 2021: dopo il bye, vince in due set su Astra Sharma; al terzo turno, si arrende alla n°17 del seeding Elena Rybakina. A Miami elimina Aleksandrova al tie-break del terzo set. Nel match successivo, contro la giovane Fruhvirtová, si ritira sul punteggio di 2-6, 0-3.
Sulla terra raccoglie il terzo turno in tutti i tornei disputati: a Madrid, esce contro Anisimova, a Roma viene sconfitta da Świątek, mentre al Roland Garros cede a Teichmann al tie-break del terzo set.
Dopo aver saltato Wimbledon a causa del divieto imposto agli atleti russi e bielorussi per via della guerra russo-ucraina, torna in campo in agosto a Washington: batte Jastrems'ka e Martincová, perdendo poi nei quarti contro la cinese Wang. A Cincinnati si arrende al secondo turno contro Raducanu. Allo US Open dopo aver sconfitto in tre set la qualificata Krueger, lascia cinque giochi a Kalinina (6-2, 6-3) e tre a Martić (6-3, 6-0). Nel suo settimo ottavo di finale newyorkese, la bielorussa cede a Karolína Plíšková. Chiude l'anno al WTA 1000 di Guadalajara: dopo il successo sulla lucky loser Avanesjan, approfitta del ritiro di Badosa ad inizio secondo set; negli ottavi batte la top-20 Keys, mentre nei quarti trova la terza vittoria stagionale su una top-10 contro Coco Gauff (7-6(2), 4-6, 6-3). Nella sua prima semifinale dell'anno, Azaranka si arrende alla futura campionessa Jessica Pegula.
Termina la stagione al n°27 del mondo, stessa posizione di fine anno del 2021.

### 2023: ritorno in una semifinale slam e in top-20
Azaranka inizia l'anno ad Adelaide, dove raggiunge i quarti con i successi contro Kalinina e Zheng. Tra le ultime otto, si arrende alla futura finalista Nosková al tie-break del terzo. Si presenta in seguito all'Australian Open: all'esordio, sconfigge la campionessa di questo torneo nel 2020, Sofia Kenin, mentre al secondo round lascia un gioco a Nadia Podoroska. Al terzo turno, elimina in rimonta Madison Keys (1-6 6-2 6-1), replicando così gli ottavi del 2022. Nel match valevole per i quarti, la bielorussa vince su Lin Zhu (4-6 6-1 6-4), tornando tra le ultime otto di uno slam per la prima volta dallo US Open 2020. Nei quarti, concede 5 games alla top-3 Jessica Pegula, conquistando la sua terza semifinale a Melbourne, la prima dal 2013, l'ultima volta che vinse il trofeo qui. Nel penultimo atto, Azaranka viene estromessa dalla campionessa di Wimbledon Elena Rybakina in due set. Grazie a questo risultato, rientra in top-20 alla 17ª posizione.
A Doha, cede al secondo turno contro Bencic. A Dubai, dopo i successi su Pavljučenkova e Anisimova, viene eliminata da Madison Keys. Tra Indian Wells e Miami raccoglie solo una vittoria; la terra regala avare soddisfazioni ad Azaranka: esce subito al Roland Garros (contro Andreescu) e raggiunge al massimo il terzo turno a Charleston e Roma.
Dopo due uscite premature a 's-Hertogenbosch e Berlino, torna a disputare il torneo di Wimbledon: all'esordio, estromette Yue Yuan (6-4 5-7 6-4) per poi battere nettamente Podoroska (6-3 6-0) e Kasatkina (6-2 6-4). Agli ottavi, i primi ai Championships dal 2017, viene fermata dalla rientrante Elina Svitolina con lo score di 6-2 4-6 6(9)-7, non sfruttando un break di vantaggio nel secondo set e un punteggio di 7-4 nel super-tiebreak.
Sul cemento americano, non trova risultati degni di nota, uscendo al secondo turno a Montréal, Cincinnati e allo US Open. Nel '1000' di Guadalajara, la bielorussa centra i quarti di finale, i primi a questo livello nel 2023; tra le ultime otto, si arrende a Caroline Garcia in due set.
Dopo due uscite premature a Pechino e Hong Kong, la bielorussa termina l'anno al n°22 del mondo.

### 2024: semifinale a Miami
Azaranka inizia l'anno a Brisbane: centra la semifinale, nella quale si arrende alla connazionale Sabalenka in due set. All'Australian Open, dove difende la semifinale del 2023, batte Giorgi, Tauson e la top-10 Ostapenko. Tuttavia al quarto turno viene fermata dalla qualificata Dajana Jastrems'ka per 6(6)-7, 4-6.
A Doha raggiunge i quarti dove perde dalla n°1 del mondo Świątek contro cui racimola soltanto quattro giochi. Dopo due uscite premature a Dubai e Indian Wells, figura bene nel WTA 1000 di Miami, cogliendo la semifinale grazie ai successi su Stearns, la top-10 Zheng, Boulter e Putinceva; nel penultimo turno, viene sconfitta da Elena Rybakina in tre set.
Nella parte di stagione dedicata alla terra centra i quarti a Charleston, dove perde dalla testa di serie n°1 Pegula al tie-break del terzo set, non concretizzando quattro match point. A Madrid cede a Sorribes Tormo nei sedicesimi. Va meglio a Roma dove raggiunge i quarti dopo aver battuto la top-10 Sakkarī negli ottavi, ma si arrende a Danielle Collins ai quarti. Al Roland Garros esce al secondo turno contro la giovane Mirra Andreeva, futura semifinalista. A Bad Homburg esce alle semifinali contro Kalinskaya, dopo aver approfittato del ritiro di Rybakina al turno precedente. Salta Wimbledon per via di un infortunio alla spalla.

## Stile di gioco

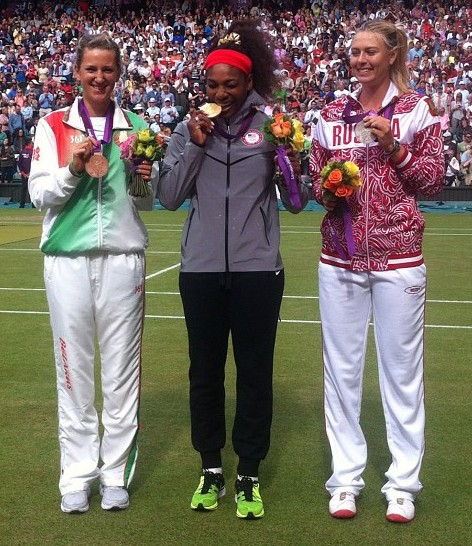
Da sinistra, Viktoryja Azaranka, Serena Williams e Marija Šarapova, le vincitrici delle medaglie olimpiche nel singolare femminile a Londra 2012

Viktoryja Azaranka gioca principalmente da fondo campo con uno stile molto aggressivo. È molto rapida e tende a colpire la palla in topspin in diagonale, anche se sa eseguire variazioni slice. Avendo giocato in doppio, ha una buona abilità anche a rete. Non è una giocatrice fallosa e riesce molto spesso a vincere scambi molto prolungati, stancando l'avversaria. A partire dal recupero del grave infortunio al piede del 2014, la tennista ha concentrato i suoi allenamenti sul miglioramento del gioco di gambe, che ha raggiunto un ottimo livello per una tennista della sua altezza (183 cm).
Il servizio viene considerato come il suo punto debole: non riesce, infatti, a servire delle prime molto veloci (la velocità media della prima di servizio nel 2015 era di 154 km/h, la seconda 135 km/h) e spesso compie doppi falli. Si sono visti, però, dei progressi nei primi tornei del 2016, evidenziati anche dalla WTA: la velocità media della prima di servizio è stata di 161 km/h, mentre la seconda di 138 km/h. È stata, però, la percentuale di punti vinti con la prima di servizio a cambiare sensibilmente: 66% nel 2016, rispetto al 55% nel 2015. Questo incremento è dovuto, secondo la tennista, a una maggiore sicurezza che ha sviluppato con il tempo in campo, che le ha permesso di rimanere più rilassata e cinica durante i suoi turni di servizio.
A livello caratteriale, è una tennista molto combattiva, determinata e rimane concentrata per tutta la durata dell'incontro.

## Statistiche

### Singolare

#### Finali del Grande Slam

##### Vinte (2)
| Anno | Torneo                         | Superficie | Avversaria in finale | Risultato     |
| ---- | ------------------------------ | ---------- | -------------------- | ------------- |
| 2012 | Australian Open, Melbourne     | Cemento    | Marija Šarapova      | 6–3, 6–0      |
| 2013 | Australian Open, Melbourne (2) | Cemento    | Li Na                | 4–6, 6–4, 6–3 |

###### Perse (3)
| Anno | Torneo                | Superficie | Avversaria in finale | Risultato        |
| ---- | --------------------- | ---------- | -------------------- | ---------------- |
| 2012 | US Open, New York     | Cemento    | Serena Williams      | 2–6, 6–2, 5–7    |
| 2013 | US Open, New York (2) | Cemento    | Serena Williams      | 5–7, 7–6(6), 1–6 |
| 2020 | US Open, New York (3) | Cemento    | Naomi Ōsaka          | 6–1, 3–6, 3–6    |

#### Risultati in progressione nei tornei dello Slam
| Tornei                 | 2005 | 2006 | 2007 | 2008 | 2009 | 2010 | 2011 | 2012 | 2013 | 2014 | 2015 | 2016    | 2017    | 2018    | 2019 | 2020 | 2021 | 2022 | 2023 | Titoli | V–S    |
| ---------------------- | ---- | ---- | ---- | ---- | ---- | ---- | ---- | ---- | ---- | ---- | ---- | ------- | ------- | ------- | ---- | ---- | ---- | ---- | ---- | ------ | ------ |
| Tornei del Grande Slam |      |      |      |      |      |      |      |      |      |      |      |         |         |         |      |      |      |      |      |        |        |
| Australian Open        | A    | 1T   | 3T   | 3T   | 4T   | QF   | 4T   | V    | V    | QF   | 4T   | QF      | Assente | Assente | 1T   | A    | 1T   | 4T   | SF   | 2 / 15 | 47–13  |
| Open di Francia        | A    | 1T   | 1T   | 4T   | QF   | 1T   | QF   | 4T   | SF   | A    | 3T   | 1T      | A       | 1T      | 2T   | 2T   | 4T   | 3T   | 1T   | 0 / 16 | 28–16  |
| Wimbledon              | A    | 1T   | 3T   | 3T   | QF   | 3T   | SF   | SF   | 2T   | 2T   | QF   | A       | 4T      | 2T      | 3T   | ND   | 2T   | A    | 4T   | 0 / 15 | 36–15  |
| US Open                | A    | 3T   | 4T   | 3T   | 3T   | 2T   | 3T   | F    | F    | QF   | QF   | Assente | Assente | 3T      | 1T   | F    | 3T   | 4T   | 2T   | 0 / 16 | 46–16  |
| Vittorie–Sconfitte     | 0–0  | 2–4  | 7–4  | 9–4  | 13–4 | 7–4  | 14–4 | 21–3 | 19–3 | 9–3  | 13–4 | 4–2     | 3–1     | 3–3     | 3–4  | 7–2  | 6–4  | 8–3  | 9-4  | 2 / 62 | 157–60 |